# Маркування туристських маршрутів

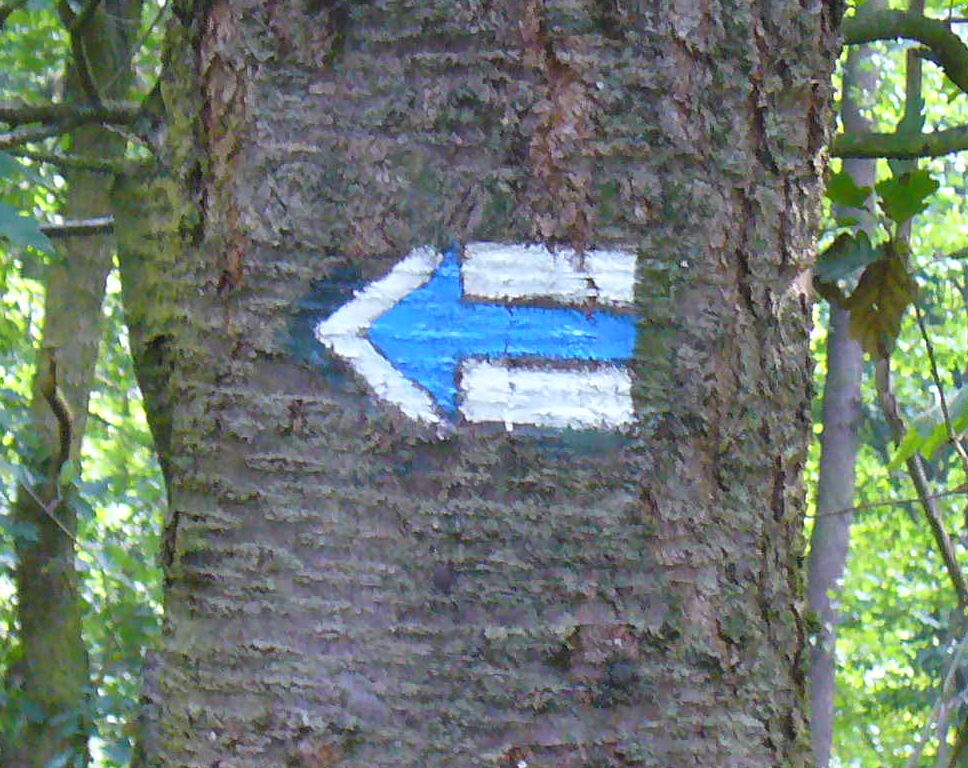
Стрілка лівого повороту (чеський варіант)

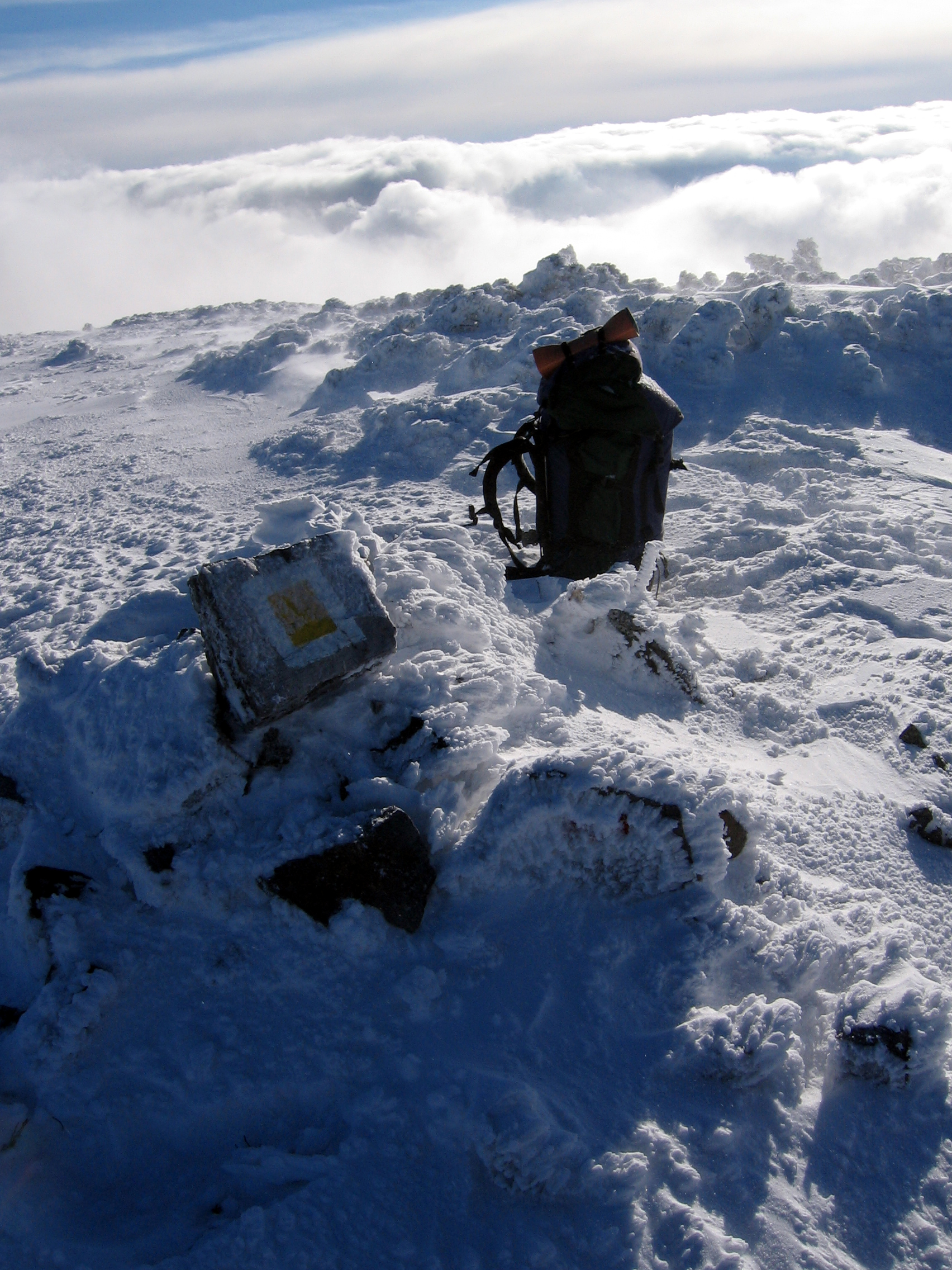
Кінцевий маркер маршруту (г. Молода, Ґорґани)

Маркувáння туристських маршрýтів ― це позначення за допомогою спеціальних знаків (маркерів) туристських маршрутів в зонах рекреації з метою забезпечення орієнтування та безпечного проходження. Маркери (знаки) нанесені по маршруту послідовно, безперервно, з визначеною періодичністю, у двосторонньому напрямку, з початком і кінцем. 
Окрім нанесення на місцевості маркерів маршрути здебільшого оснащуються: 
- Інформаційні таблиці
- Дороговкази
- Допоміжні знаки (вода, наметове містечко тощо)

Маршрути публікуються в туристських картах, буклетах, літературі.

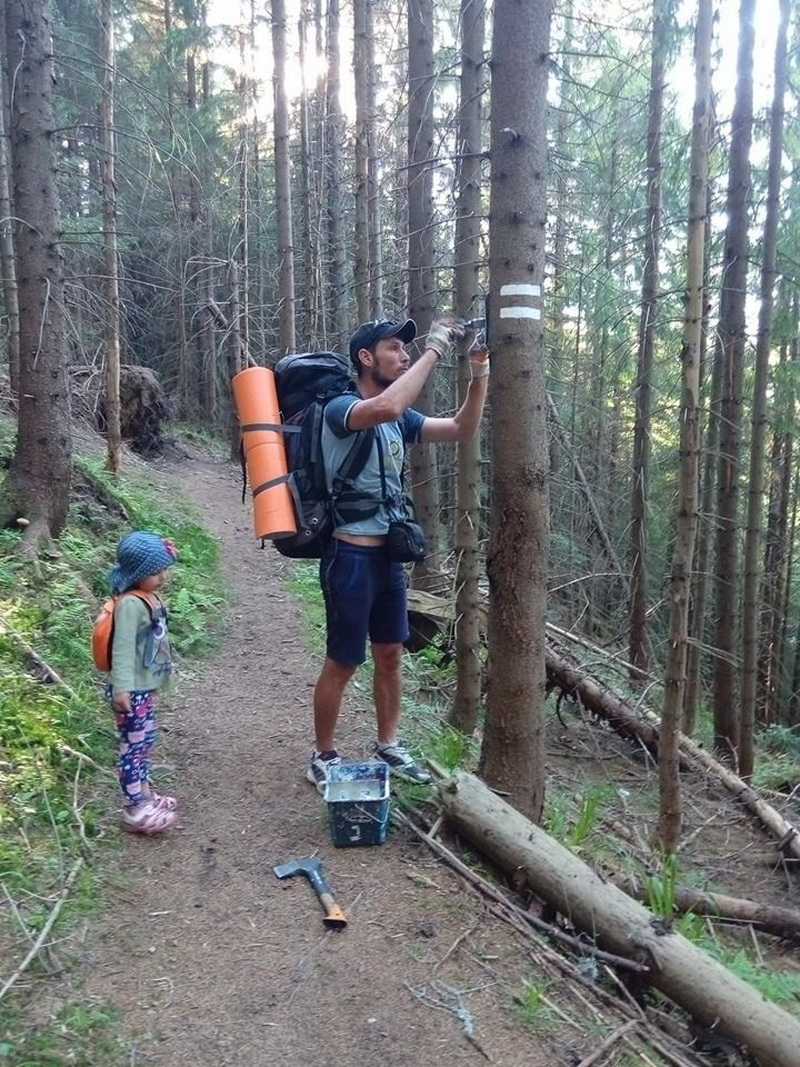
Волонтери маркують стежки

## Типи маркування
Є кілька способів нанесення маркерів:
- Фарба (найбільш розповсюджений спосіб)

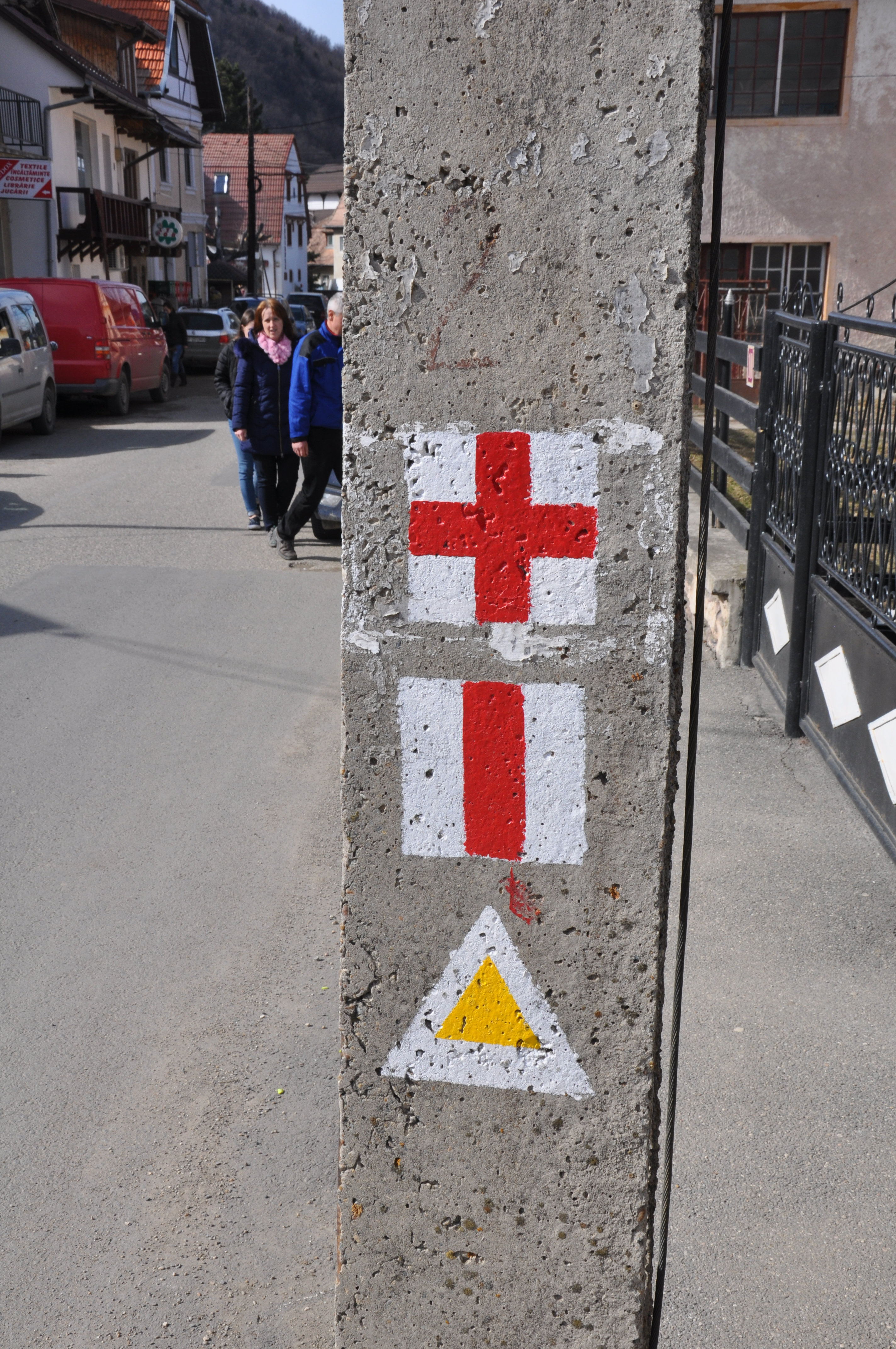
Маркування в Румунії

- Зарубки
- Причіпки
- Прапорці
- Стовпці
- Кам'яні тури

### Фарба

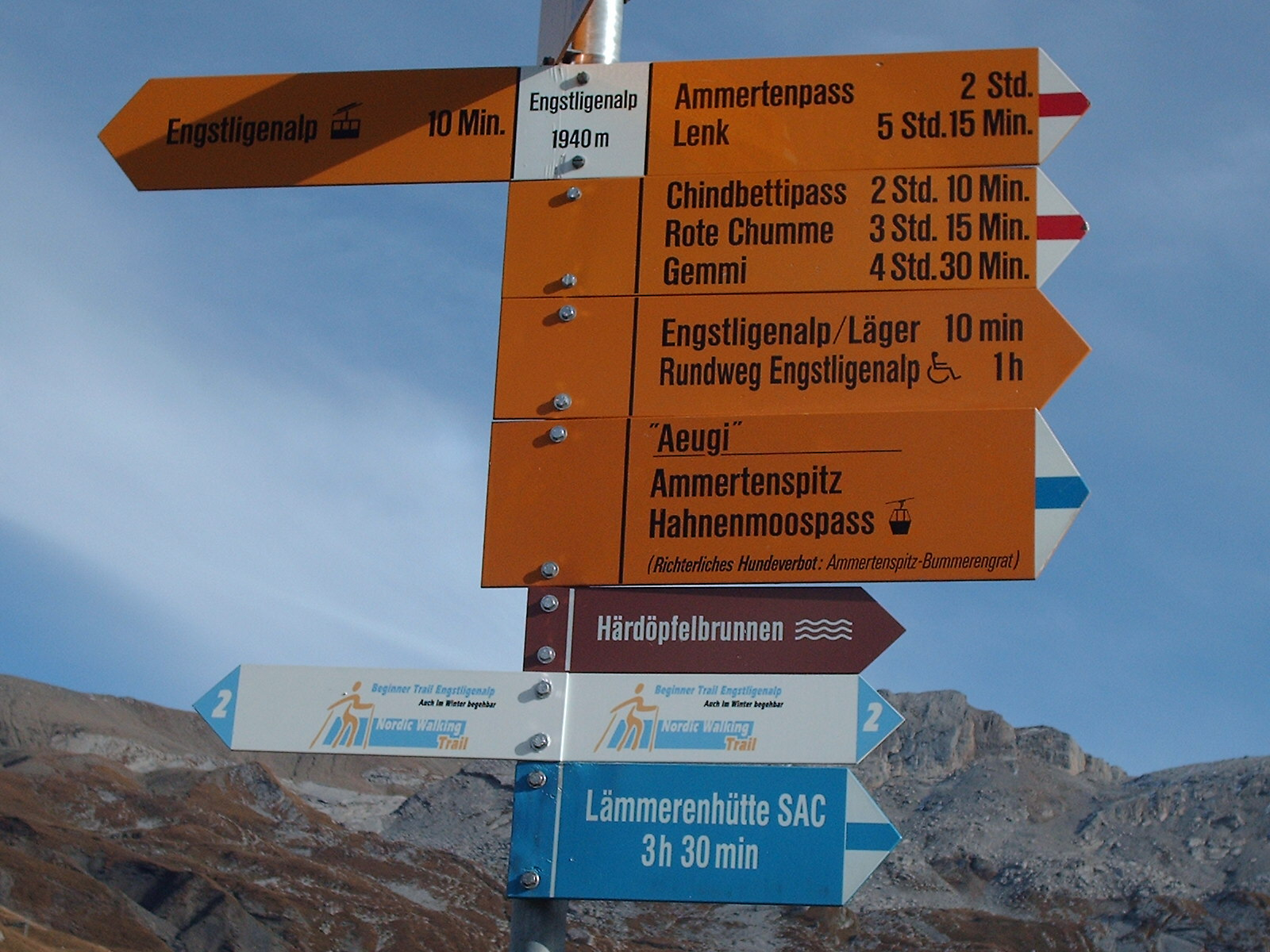
Дороговкази з колірними маркерами, Швейцарія

Нанесене фарбою позначення визначеної форми (зазвичай, прямокутник), розмірів та встановленого поєднання кольорів.
В країнах Європи (в тому числі Україна) використовується маркування за допомогою знака у вигляді смужок, складеного з більше ніж одного кольору. Така система називається Європейською, вона використовує три смужки — головним чином, дві білі смужки в оточенні однієї кольорової . Червоний колір позначає найбільш важливі туристичні маршрути, інколи ― складні або маршрути виходу на вершину. Окрім прямокутних (основних), використовуються поворотні (стрілки, що вказують напрям повороту на маршруті). Така система використовується в Словаччині, Польщі, Хорватії, Боснії, Україні, Болгарії, Бразилії та інших країнах. Франція, Італія, Австрія та Швейцарія використовують схожу систему маркування, що поєднує білі та кольорові смужки.
В США та Канаді використовуються одноколірні знаки: білі, червоні, сині та жовтні. Стежки у ПАР позначаються символічними зображенням слідів на деревах та камінні.
Маркери переважно наносять на дерева, а також на каміння, елементи інфраструктури (стовпці, паркани, стенди) обабіч маршруту.

### Зарубки/різьблення

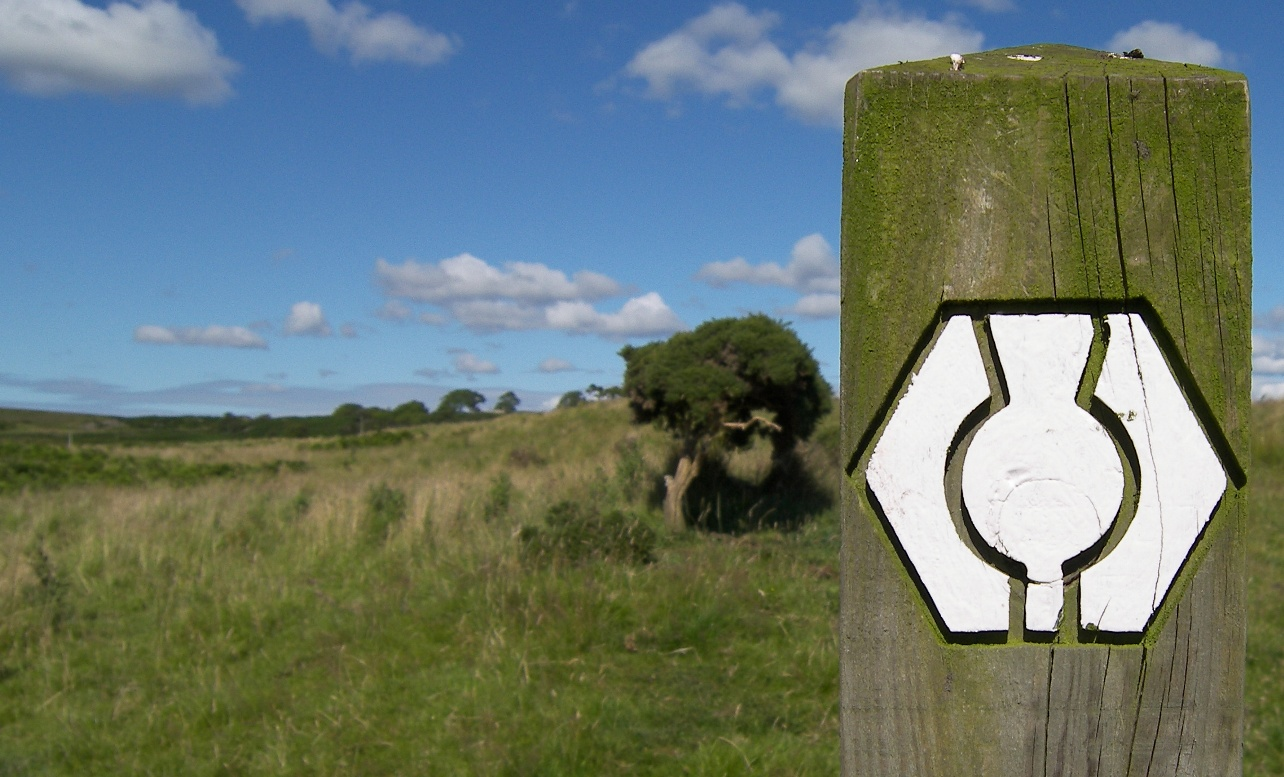
Вирізаний у дереві маркер із символом Шотландії ― чортополохом

В Пн. Америці, Австралії та Новій Зеландії зустрічаються стежки, позначені зарубами сокирою чи ножем по деревах (часто ― раніше). Таким чином маршрути позначають лісоруби чи мисливці (також і в Україні). Такі методи з екологічних та естетичних міркувань застосовуються дедалі рідше. Натомість використовуються газові балончики чи турики з каміння.
У 1902 році шахтарі Айдахо створили маршрут «Три заруби», промарковані трьома вертикальними зарубками на деревах, що показували шлях до шахт Thunder Mountain в центральному Айдахо

### Причепи

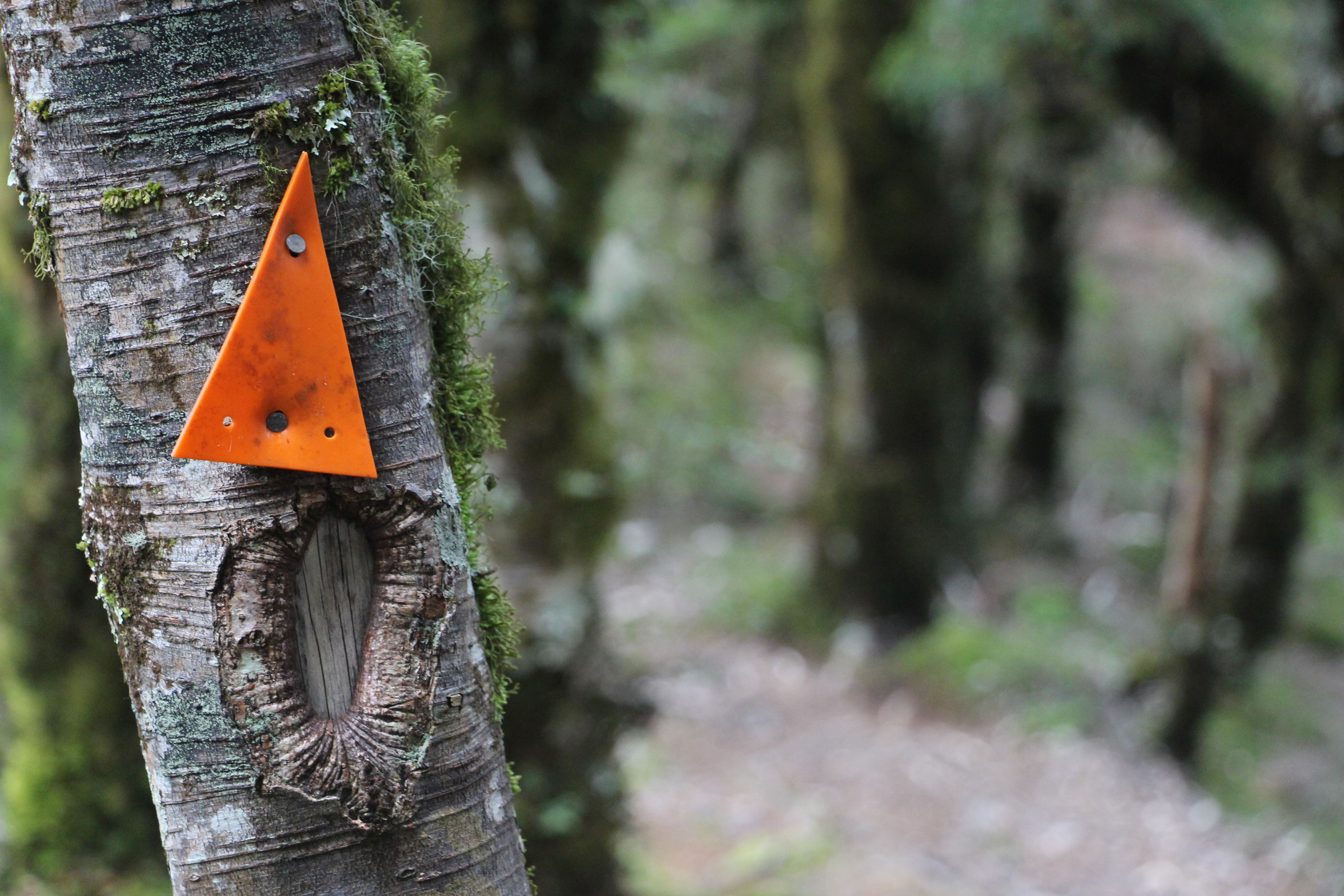
Причепа ▲ (Нова Зеландія)

Більш довговічними є пластикові, дерев'яні чи металеві причепи, прикріплені до дерева цвяхами. В АРК існувала практика прикріплення бляшаних прямокутних маркерів (типу як фарбованих) до дерев дротом.

### Стрічки

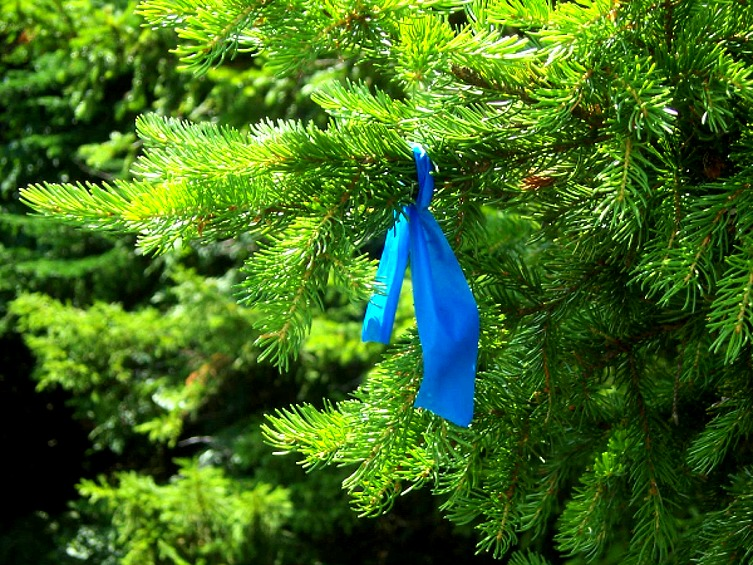
Стрічкові маркери. Зустрічаються на тимчасових маршрутах в Україні та США

Швидкий та дешевий спосіб маркування стежок, переважно тимчасовий. Головним чином для сходжень на вершини використовується у Японії (червоні на підйом, жовті ― на спуск). В деяких країнах позначають специфічні маршрути.

### Жердини

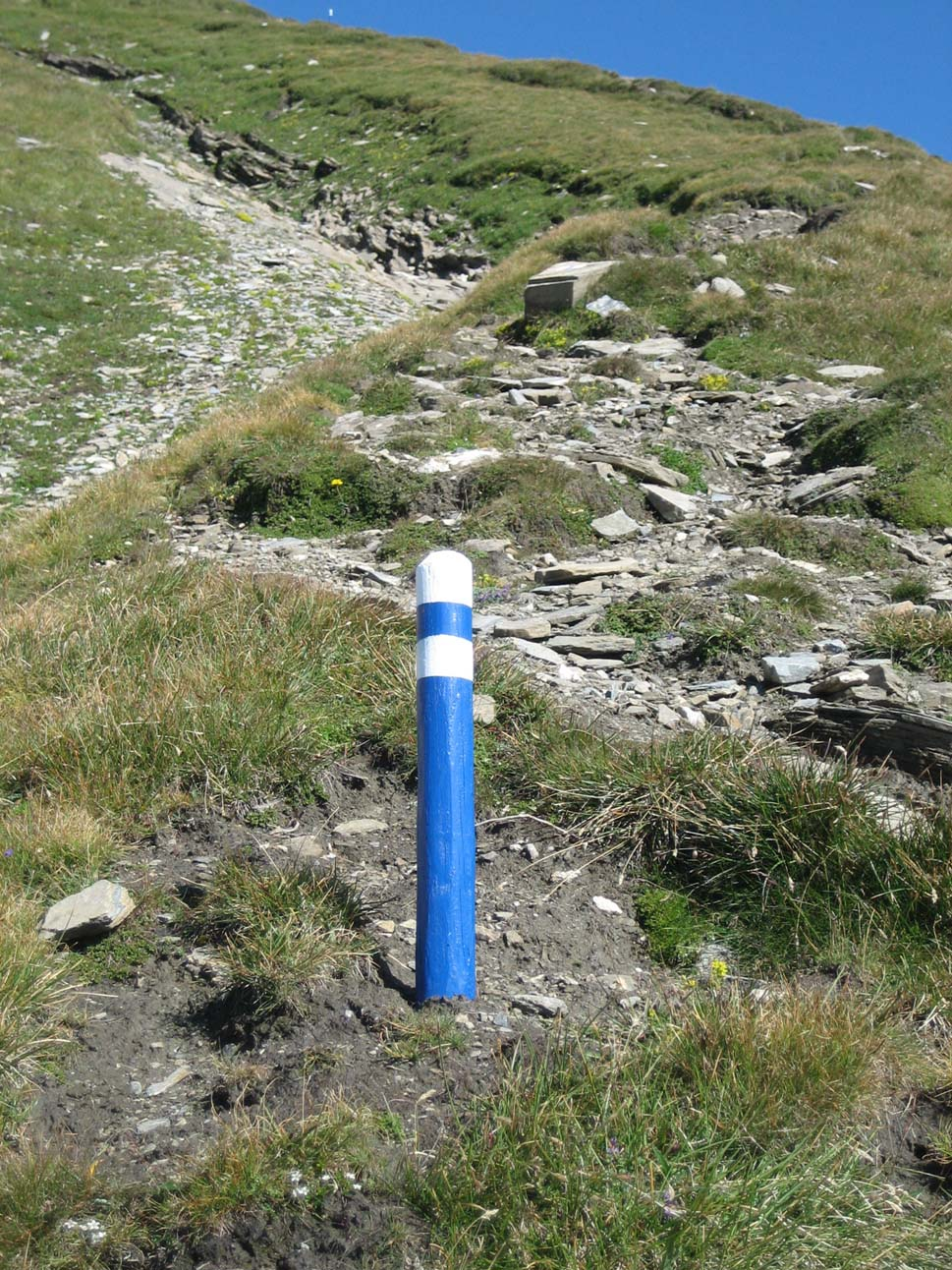
Жердина з маркуванням (Швейцарія, Piz Uccello)

Віхи, стовпці, пофарбовані чи ні, часто використовуються для візуального підтвердження маршрутів під час зими та/або в зонах з глибоким сніговим покривом. Жердини популярні в ролі маркерів зазвичай в Австрії, Канаді, США Чехії, Словаччині, Швейцарії.

### Тури
Тури є найдавнішим способом маркування (позначення) територій та шляхів, що використовувався по всьому світу. Турами є як кам'яні гірки-копиці, що є дуже витривалими в місцях зі складними кліматичними умовами (гори, Арктика), так і маленькі пірамідки, що допомагали мандрівникам орієнтуватися на складних ділянках шляхів. В Українських Карпатах турами позначають складні в орієнтації частини стежок чи маршрутів, особливо на покритих жерепом вершинах гір та хребтів Ґорґан. Зустрічаються як великі «копиці», так і кілька камінців, зумисне поскладаних один на одного таким чином, що це виключає можливість їх подібного природного накопичення.

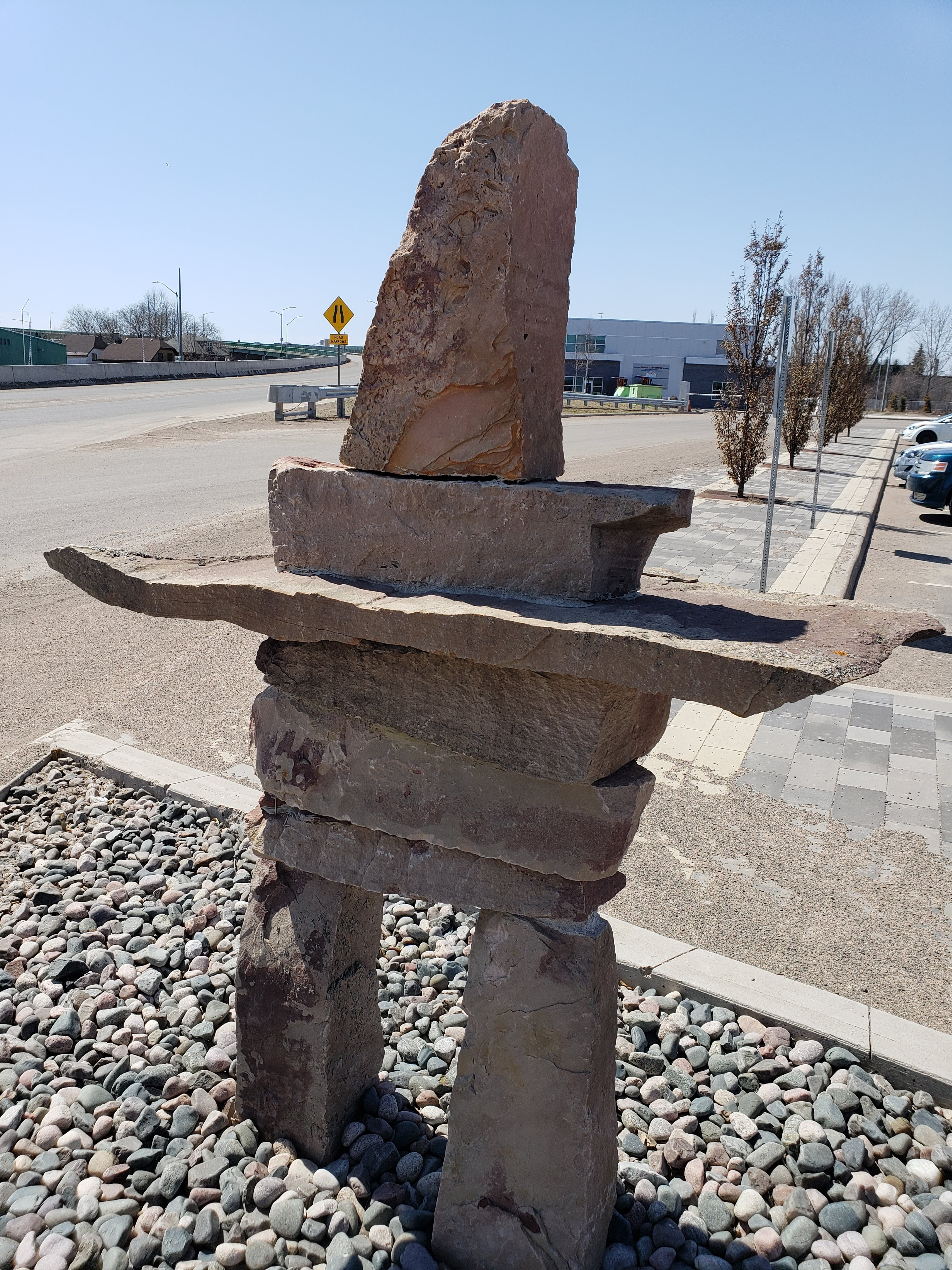
Інуксук

В інуїтів та інших народів Півночі тури, викладені у вигляді людини, називаються інуксук. В цих краях це майже єдиний спосіб нанесення довговічних позначень на місцевості у зв'язку з природними особливостями (практично немає дерев та великого каміння).

### Хрести
В Альпах придорожні хрести часто позначають шляхи пілігримів. В Україні хрести встановлювали на полонинах та вершинах хребтів переважно з релігійною метою: для захисту худоби, як обереги від блискавки чи буревію.

## Популяризація
Законодавство США, зокрема, передбачає мінімальне втручання людини в рамках ПЗФ. Це стосується і маркування туристських маршрутів, яке має бути зведене до мінімуму. Натомість, у населених пунктах чи на популярних курортах велика кількість маркерів є виправданою. В Україні законодавство забороняє туризм лише в природних заповідниках (ст. 14 Закону про ПЗФ), відповідно громадські та інші організації не прокладають марковані маршрути в межах згаданих об'єктів ПЗФ. Також туристська громадськість спільними діями у соцмережах та інтернет-форумах запобігає популяризації проведення туристських походів через природні заповідники ― як самостійних, так і комерційних.

## Системи

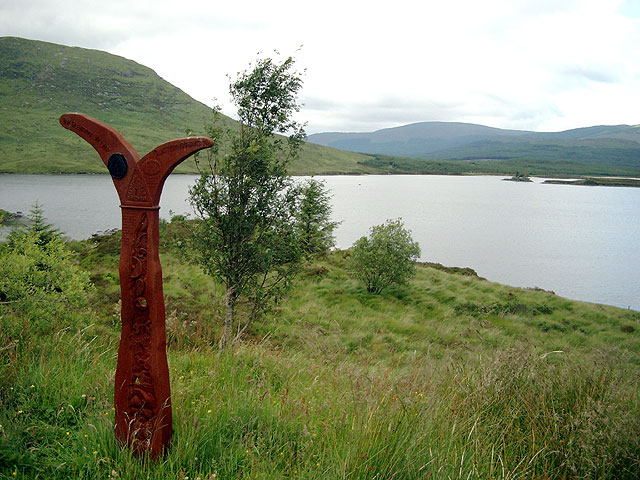
Дороговказ національної веломережі (NCN) в Шотландії

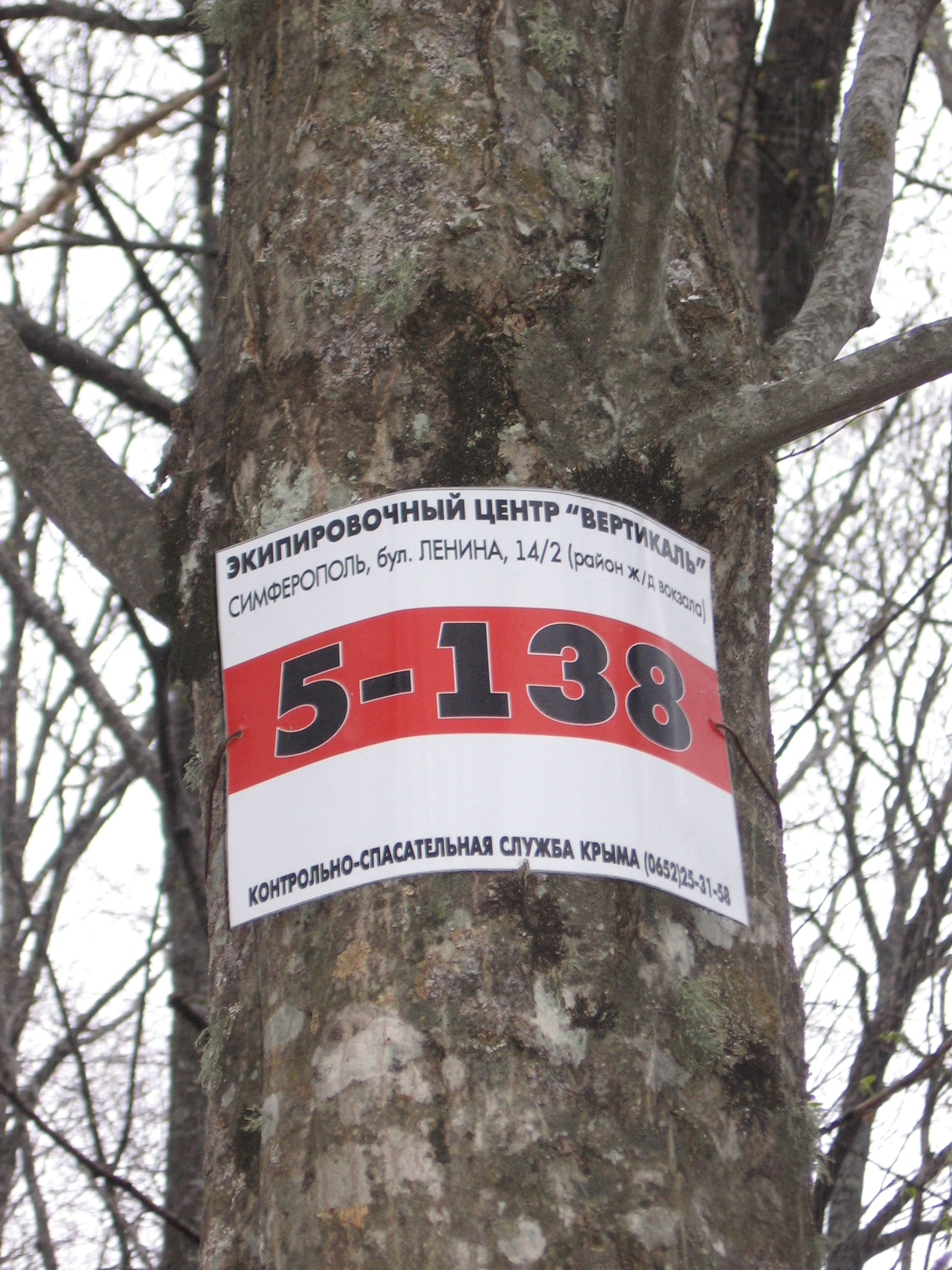
Маркер в Криму (2007)

Для упорядкування маршрутів на великих територіях розробляються так звані системи маркування. Для розрізнення маршрутів використовуються або різні барви або цифрові позначення.
В світі переважає маркерна система у вигляді прямокутника, так званого прапорця, що складається з однієї, двох чи трьох смужок кольорів. При цьому в одних країнах колір центрального (внутрішнього) елемента маркера у трьох-смужковому виконанні (у дво- чи одно ― в комбінації з білою смужкою або без неї) виступає критерієм відмінності маршруту, в той час як в інших таким критерієм є цифра чи інший символ поверх кольорової смужки.

### Україна
Перший маршрут на території України було промарковано у 1880 р., він вів до туристського притулку на пол. Ґаджина (сучасний Верховинський район Івано-Франківської області).
В Україні немає єдиної системи маркування шляхів. На заході Україні однією з перших була розроблена так звана «Карпатська система» маркування на базі польської та чеської систем маркування. Активістами з Львівської області (Анатолієм Яремчишиним, Клубом велотуристів друзів природи «Рух») було розроблено цифрову (альпійську) систему, в основі якої лежить принцип розрізнення маршрутів за цифрою, в той час як колір маркера відповідає за вид туризму (пішохідний, водний, лижний тощо). Проте на Львівщині єдиної системи досі не існує. 

Різноманітні волонтерські групи впорядковують маршрути, поновлюючи маркування. Наприклад львівська ГО "ГРАНІТ" у районі сіл Ямельниця, Крушельниця Сколівського району від 2004 року маркують стежки попри повстанські криївки та на 2020 рік запланували облаштувати окрім нових маршрутів, кілька кемпінгів, зокрема попри діяльність повстанської радіостанції Афродита[джерело?]. Ці заходи узгоджуються з департаментом Внутрішньої та інформаційної політики ЛОДА.

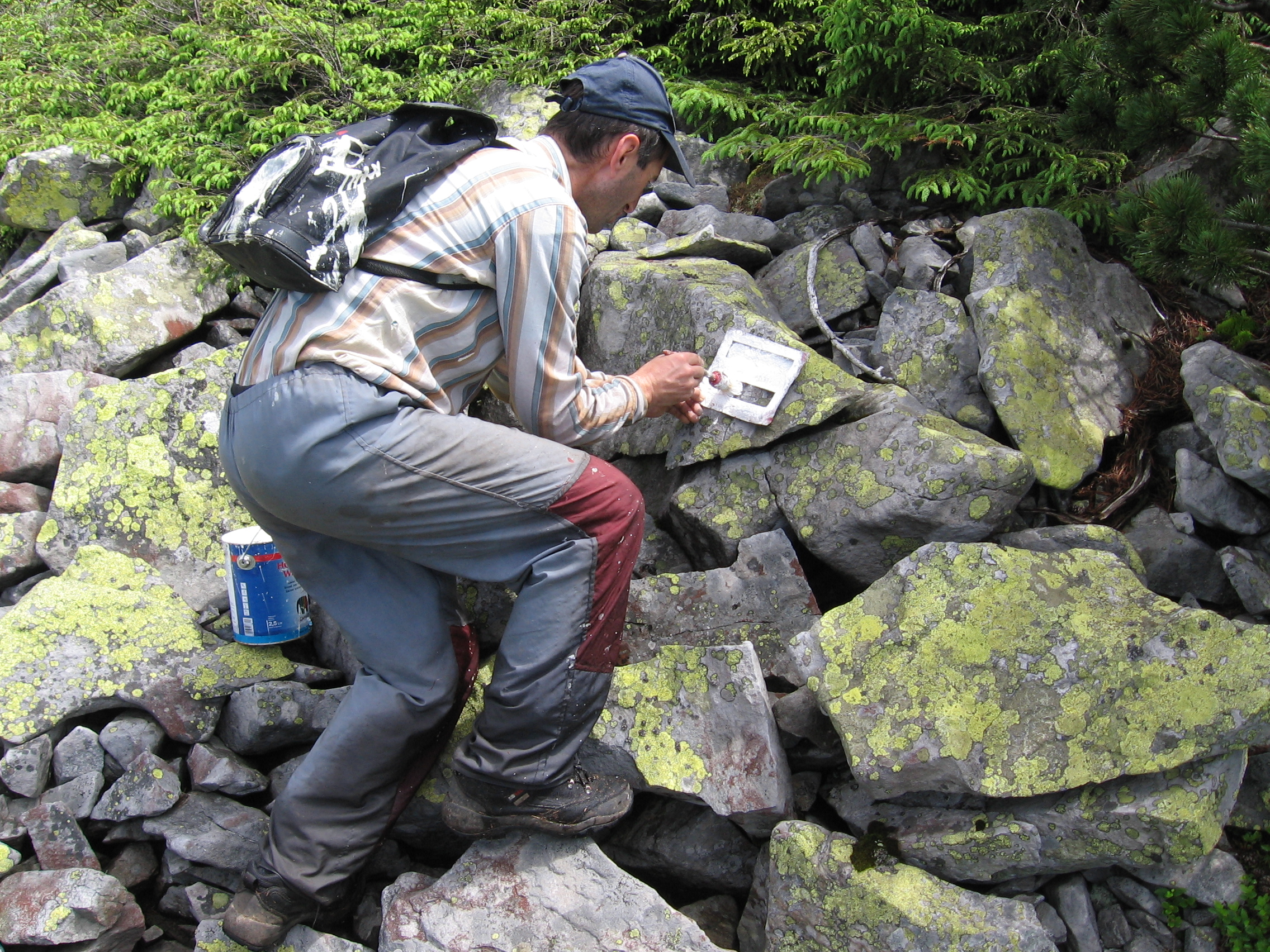
Василь Гутиряк маркує СКТШ в околицях г. Сивуля (2006)

#### Карпатська (колірна) система
Розробка системи розпочата членами ГО «Карпатські стежки» Василем Гутиряком та Григорієм Мельником у 2002 р. За основу взята польська система, яка в тій чи іншій мірі була споріднена з системами країн Карпатського регіону (звідси й назва). Офіційно система у вигляді «Інструкції зі знакування туристських шляхів Прикарпаття» [Архівовано 23 березня 2014 у Wayback Machine.] була затверджена розпорядженням Івано-Франківської ОДА №850 від 22.12.2008 р., однак пізніше скасована розпорядженням ОДА №176 від 24.03.2015 р. [Архівовано 12 лютого 2019 у Wayback Machine.] в зв'язку із прийняттям ДСТУ 7450:2013 Туристичні послуги. Знаки туристичні активного туризму. Класифікація, опис і правила застосування, затвердженого наказом Міністерства економічного розвитку і торгівлі України від 29.11.2013 р. № 1423 [Архівовано 12 лютого 2019 у Wayback Machine.].

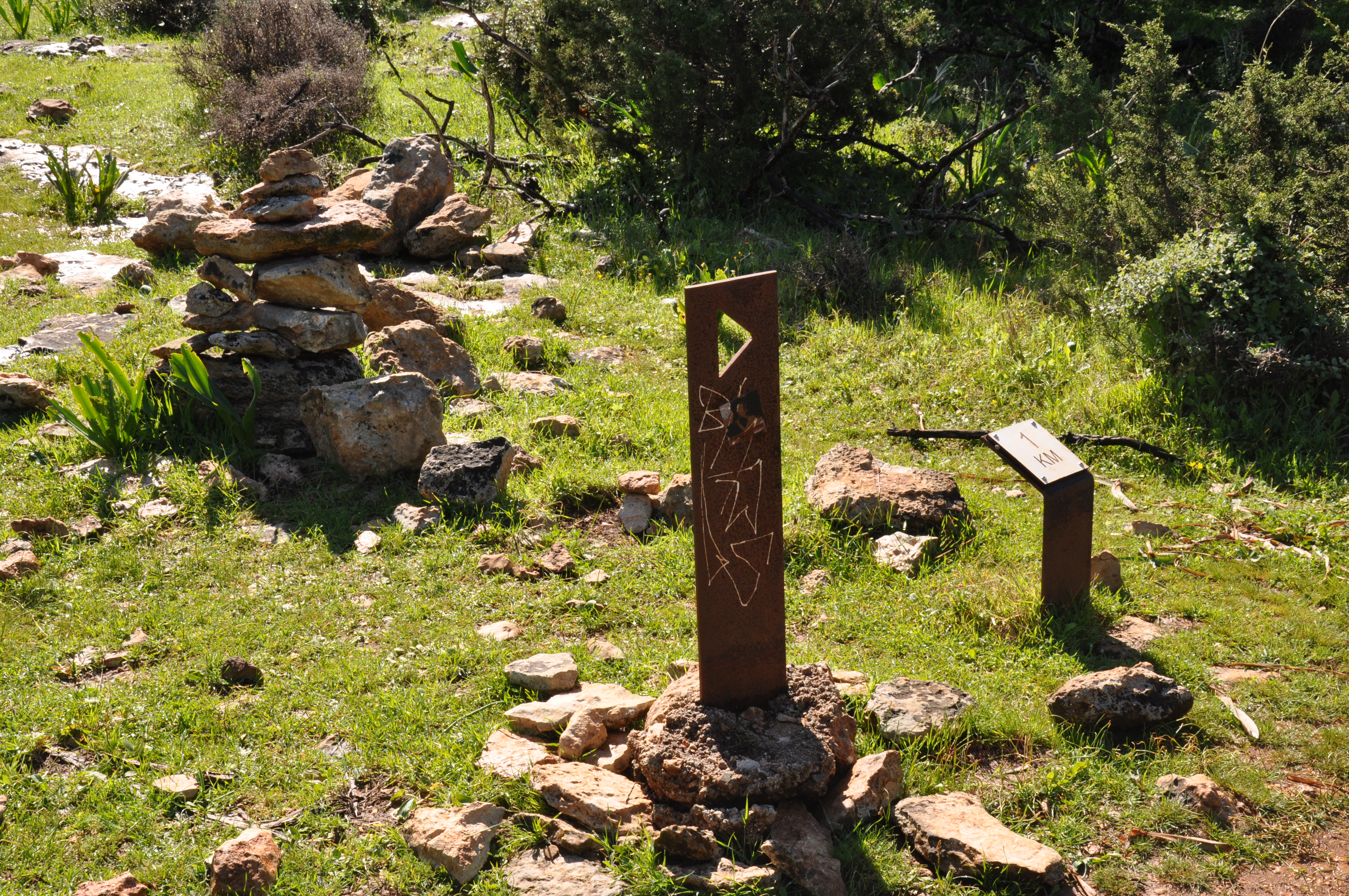
Вказівник напрямку руху на Кіпрі

Карпатська система в якості кольору для головного маршруту використовує червоний (зокрема, для Східно-Карпатського туристичного шляху, Закарпатського туристичного шляху), в той час як інші основні кольори (жовтий, синій, зелений і чорний) використовуються в якості другорядних маршрутів. Використання основних кольорів на практиці виправдане тим, що останні не втрачають насиченості з часом в порівнянні зі змішаними кольорами (коричневий, оранжевий) і не уподібнюються до основних. Система передбачає візуальну нумерацію маршрутів лише для далекобіжних шляхів (типу «E8»), однак позначених числом маршрутів в Україні за карпатською системою на даний момент немає.
Станом на 2019 р. загальна довжина всіх маршрутів, позначених відповідно до Карпатської системи, становить орієнтовно 2500 км.
Переваги:

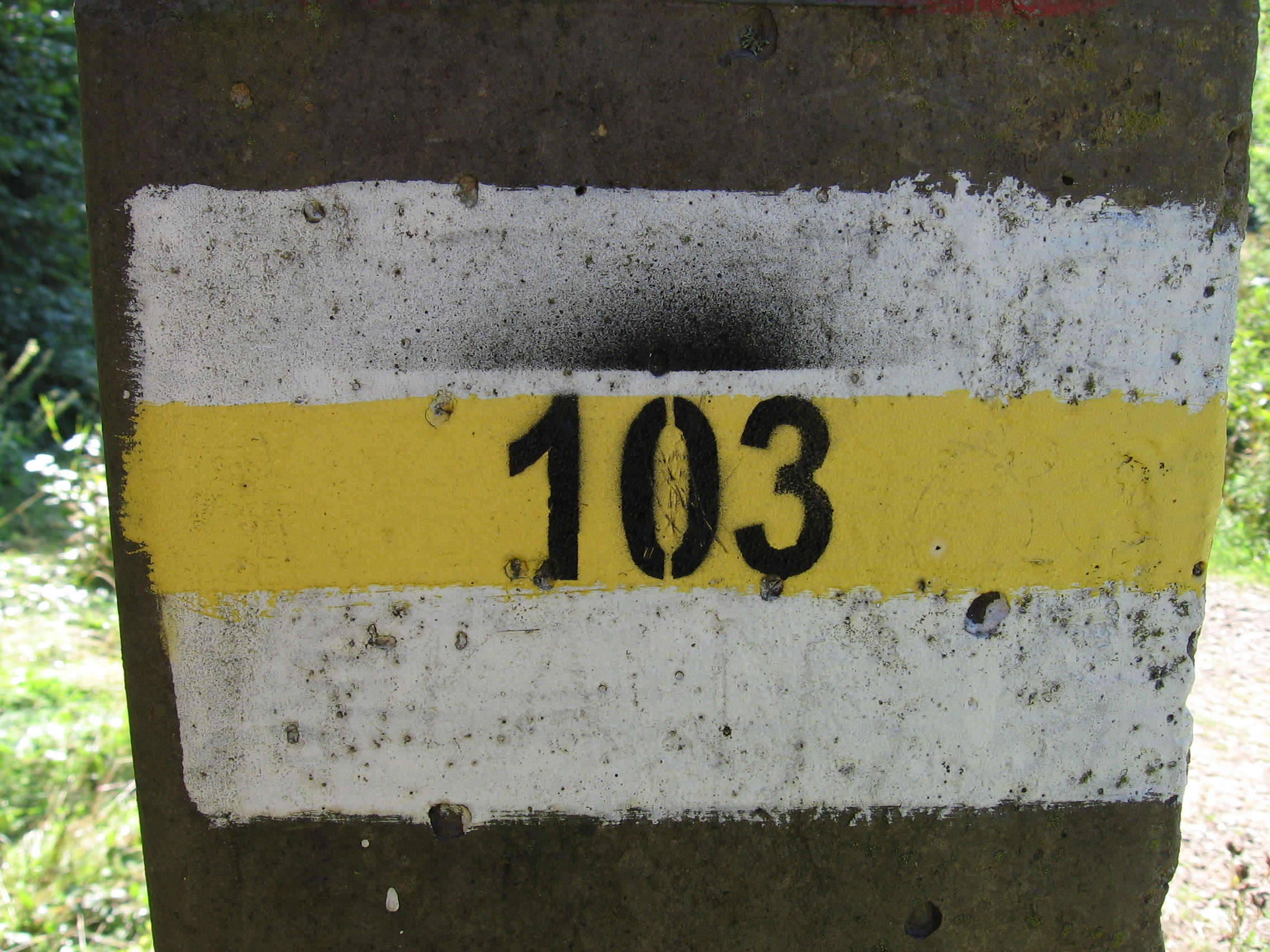
Маркер цифрової системи в околицях Тустані

- Використання колірної концепції позначення створює менше інформаційного засмічення для довкілля (на противагу цифровій).
- Спорідненість з іншими системами Карпатського регіону (Польща, Чехія, Словаччина, Румунія).
- Інтуїтивно простіша для запам'ятовування та подальшого орієнтування (кольори vs. цифри).
- Психологічно приємніша (пішохідний турист мандрує шляхами з різними кольорами, в той час як в цифровій ― одним кольором з різними цифрами).
- Візуально успадкувала радянську систему маркування, де маркери виглядали аналогічно або схоже.

Недоліки:
- Обмежене число основних кольорів створює труднощі для розпізнавання близькорозташованих маршрутів, що позначені одним кольором.
- Ускладнена паспортизація через відсутність унікальних позначників кожного маршруту.

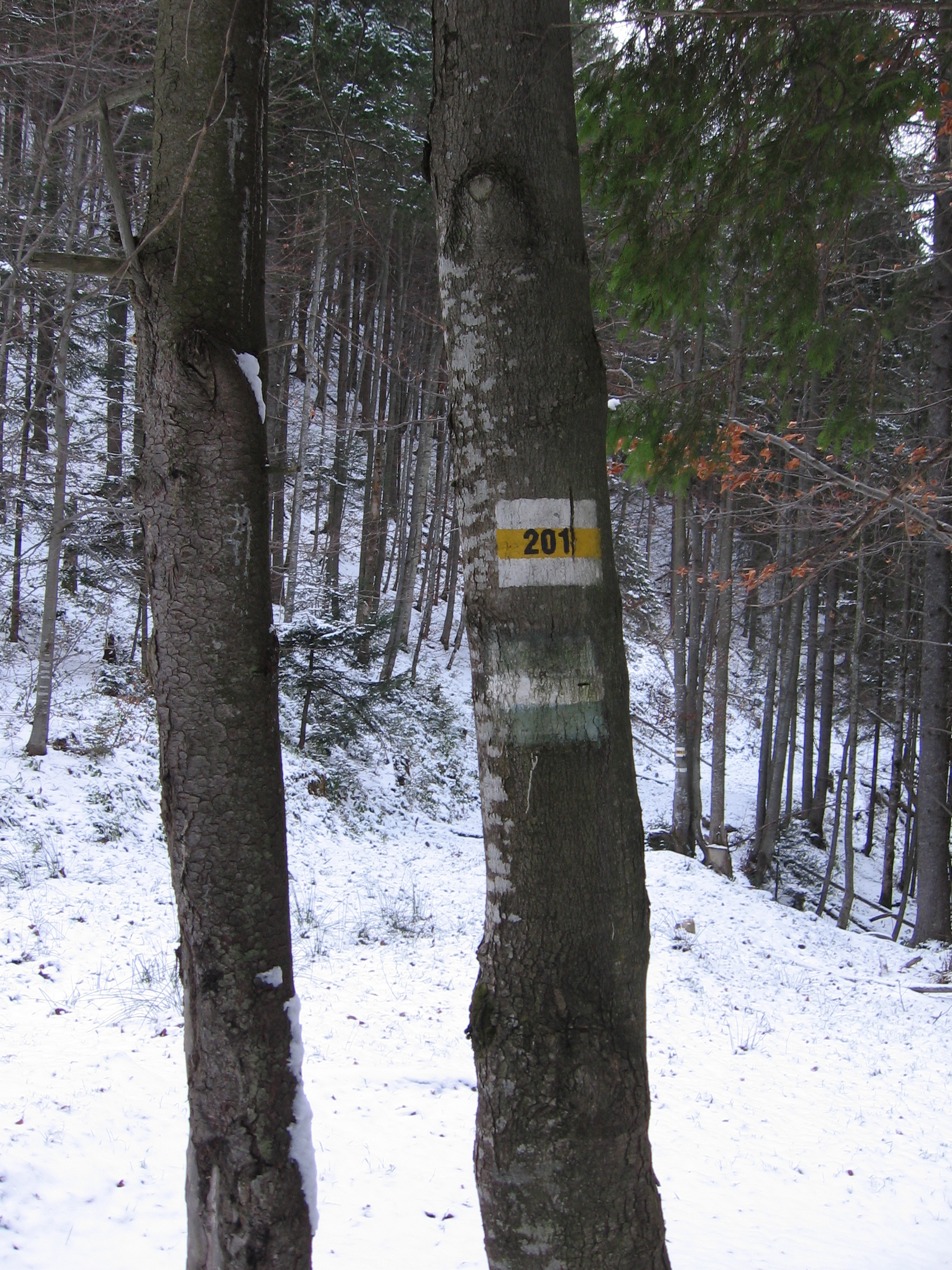
Маркер Цифрової системи маркування поруч із старим радянським

#### Альпійська (цифрова) система
Розроблена групою львівських активістів (Богдан Дзядик, Анатолій Яремчишин, Людмила Шишкіна та інші). Опублікована як рекомендаційна інструкція зі знакування туристичних шляхів управлінням курортів та туризму Львівської ОДА. Затверджена як ДСТУ 7450:2013 Туристичні послуги. Знаки туристичні активного туризму. Класифікація, опис і правила застосування наказом Міністерства економічного розвитку і торгівлі України від 29.11.2013 р. № 1423 [Архівовано 12 лютого 2019 у Wayback Machine.].
Основною відмінністю від карпатської є використання номера (від 1 до 9999) маршруту як основного критерію відмінності (для всіх маршрутів). Маркер за формою співрозмірний відповіднику Карпатської системи, однак колір означає вид туризму: 
```
жовтий ― пішохідний
синій ― водний
зелений ― велосипедний
чорний ― кінний
червоний ― лижний
```

Цифровий метод в частині обліку маршрутів успадкував Радянську систему маркування 1975 р., де всі маршрути в СРСР були пронумеровані, однак безпосередньо на місцевості цифрами не позначалися.
Переваги:
- Унікальний цифровий позначник маршрутів, який полегшує їх паспортизацію.

#### Спорідненість з альпійськими системами маркування.
- Успадкувала радянську нумерацію.
- Використовується окрім Львівської області також і в Криму, а також в РФ.

Недоліки:
- Цифрове позначення маршрутів збільшує інформаційне засмічення довкілля.
- Інтуїтивно складніша для орієнтування та запам'ятовування («йти по 3021, повернути по 147»).
- Психологічно дискомфортна для пересування (пішохідний турист змушений постійно йти «жовтим (пішохідним) маршрутом»).
- Єдиний колір пішохідного виду маршрутів (жовтий) восени стає малопомітним. З цієї точки зору цінність системи для осінніх пішохідних маршрутів падає.
- Проблема збереження якісного вигляду цифр на маркері ― через нерівну поверхню кори дерев (яка найчастіше виступає носієм маркування в лісах), читабельність цифр незадовільна. З причин старіння остання буде падати чи навіть зникати, що призведе до проблем з орієнтацією.

#### Радянська система
Введена в дію постановою Бюро ЦСТтЕ у 1974 р. [Архівовано 18 березня 2015 у Wayback Machine.] як рекомендована. За відсутності національного нормативного акту в Україні діє й досі рекомендована радянська «кольорова» інструкція 1974 року . Визначає візуально маркери як у Карпатській системі, однак кожен маршрут має свій порядковий номер від 1 до 999 (як у Цифровій системі).

### Чехія

Смугове позначення червоного кольору в Чехії

В Чехії надають велике значення туристичним маршрутам, їх належному маркуванню та утриманню маркувань. Клуб Чеських туристів використовує смуги чотирьох основних кольорів для позначення туристичних доріг – червоного, синього, зеленого та жовтого, що наносяться на дерева, стовпи та інші об'єкти. Позначка виглядає як горизонтальна колірна смужка, що зверху і знизу обрамлена білими мазками, що разом створюють квадрат зі стороною 10 см (якщо позначається небезпечне місце, чи існує інша причина, через яку позначення повинне бути поміченим здалека – довжина сторони квадрата може збільшитися до 30 см). Якщо доріжка повертає – тоді значок доповнюється стрілкою, що вказує на напрямок повороту (///). Якщо однією доріжкою проходить більш ніж одна траса – тоді всі вони позначаються відповідними їм значками, що йдуть у строго відведеному порядку. 
У випадку, коли недалеко від основної траси знаходиться визначне місце – поворот до нього позначається тим самим кольором, що й ця основна траса.

#### Порядок смугового позначення
Ієрархічний порядок кольорів для позначень:
- Червоний – міжнародні, далекі чи гірські маршрути.
- Синій – найвизначніші чи найцікавіші маршрути.
- Зелений – місцеві траси.
- Жовтий – короткі траси, сполучні шляхи, скорочення дороги.

Примітка: кольори не такі важливі з точки зору позначення важливості шляхів, висотності чи складності. Вони використовуються для полегшення орієнтації туриста в просторі. Щоб дізнатися більше про конкретну туристичну трасу слід звернутися до інтернет ресурсів або компаній, що займаються організацією прогулянок.

#### Кінець туристичної дороги
Кінець туристичної дороги позначається білим квадратом, в який вписаний квадрат кольору траси, яка закінчується - . Аналогічним чином позначається і кінець відхилення від основного маршруту до визначних місць, себто місце неподалік від цього місця, чи навіть сама пам'ятка. 

#### Місцеві дороги
Крім основних туристичних шляхів існують також і місцеві, які позначаються розділеним по діагоналі квадратом, в якому один із трикутників білий, а інший забарвлений у відповідний трасі колір - .

#### Траси для лижників та зимового туризму
Для позначення трас для лижників використовуються мітки з контрастними білому кольорами – жовтим чи жовтогарячим, які добре помітні на фоні снігу. Ці кольори заміняють білі смуги, що знаходяться на позначеннях для пішохідних доріг, проте кольорові смуги червоного, синього та зеленого кольорів зберігаються (додається ще смуга білого кольору), тому знаки з їх використанням виглядають наступним чином - , , , . 

#### Траси для велосипедистів
Знаки для велосипедистів схожі на знаки для лижників, проте їх вирізняє більший розмір – замість звичного квадрата зі стороною 10 см мітки для велосипедів мають сторону завдовжки 14 см.

#### Траси для вершників
Позначення для вершників складаються з білого квадрата, в який вписано коло діаметром приблизно 6 см, кольори якого мають наступні значення:
- Червоний колір – основні, магістральні стежки.
- Синій колір –  місцеві стежки, що з'єднують найцікавіші місця в радіусі близько 30 км від кінної стоянки.
- Зелений колір –  стежки для початківців, чи прогулянок із супроводом, зазвичай в радіусі не більше 10 км від кінної стоянки.
- Жовтий колір –  з'єднувальні дороги, наприклад поміж головними трасами чи від дороги до кінної стоянки.

#### Наукові стежки
Окремо виділяються позначення наукових стежок –   , що проводять мандрівників місцями з організованою охороною природи, місцевості, пам'ятками певного ремесла чи промислу. Зазвичай біля таких позначок можна знайти стенди, що описують та пояснюють специфіку охоронної діяльності в конкретному регіоні чи місті.

### Світ
В Норвегії для літніх маршрутів використовують синій, для зимових ― червоний кольори. Часто кольори для маршрутів беруться довільно, однак при умові, що останні не будуть перетинатися. Наприклад на державних землях парку Кетскілл в США діє правило компасу для головних маршрутів: східні-західні маршрути позначаються червоним кольором, північні-південні ― синім. Коротші, кільцеві та інші позначаються жовтим кольором.
В ситуаціях пролягання і проходження двох Шляхів одним маршрутом (однією стежкою) позначається лише одна з них (довша і популярніша). В інших випадках обидві позначаються білими позначками (пд. штату Вермонт, Appalachian Trail та Long Trail пролягають однією і тією ж стежиною).
У чеських Крконошах існує система німих маркерів. Вирізані з бляхи і пофарбовані червоним маркери причіпляють до високих жердин. Вони допомагають орієнтуватися як пішоходам, так і лижникам. Однак вони не прив'язані до стежок чи маршрутів, а тільки вказують шлях до притулків чи цивілізації.
Національні маршрути Англії та Уельса зазвичай мають емблему у форму жолудя. Колір позначає вид маршруту: жовтий ― пішохідний, синій ― кінний, червоний ― загальний.

## Світлини

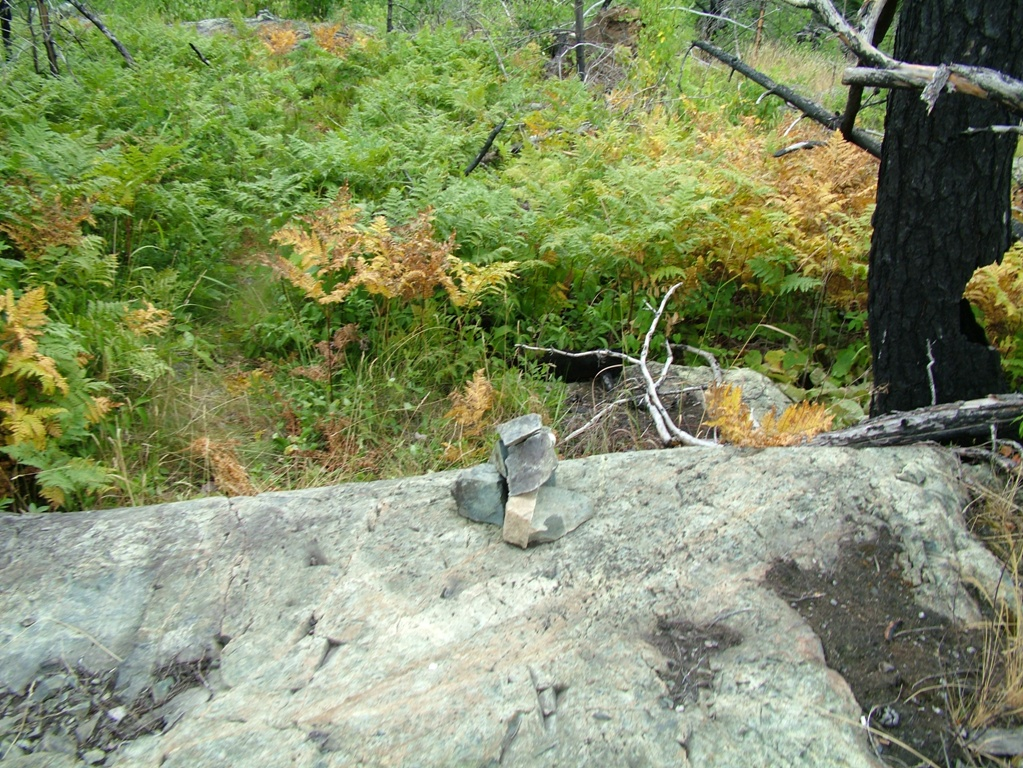
Турик на Snowbank Trail в Пн. Міннесоті
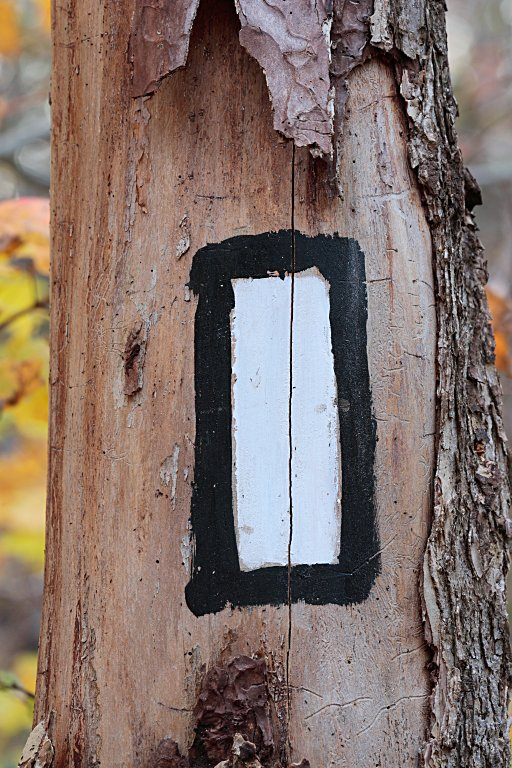
Bruce Trail, Ontario, Canada
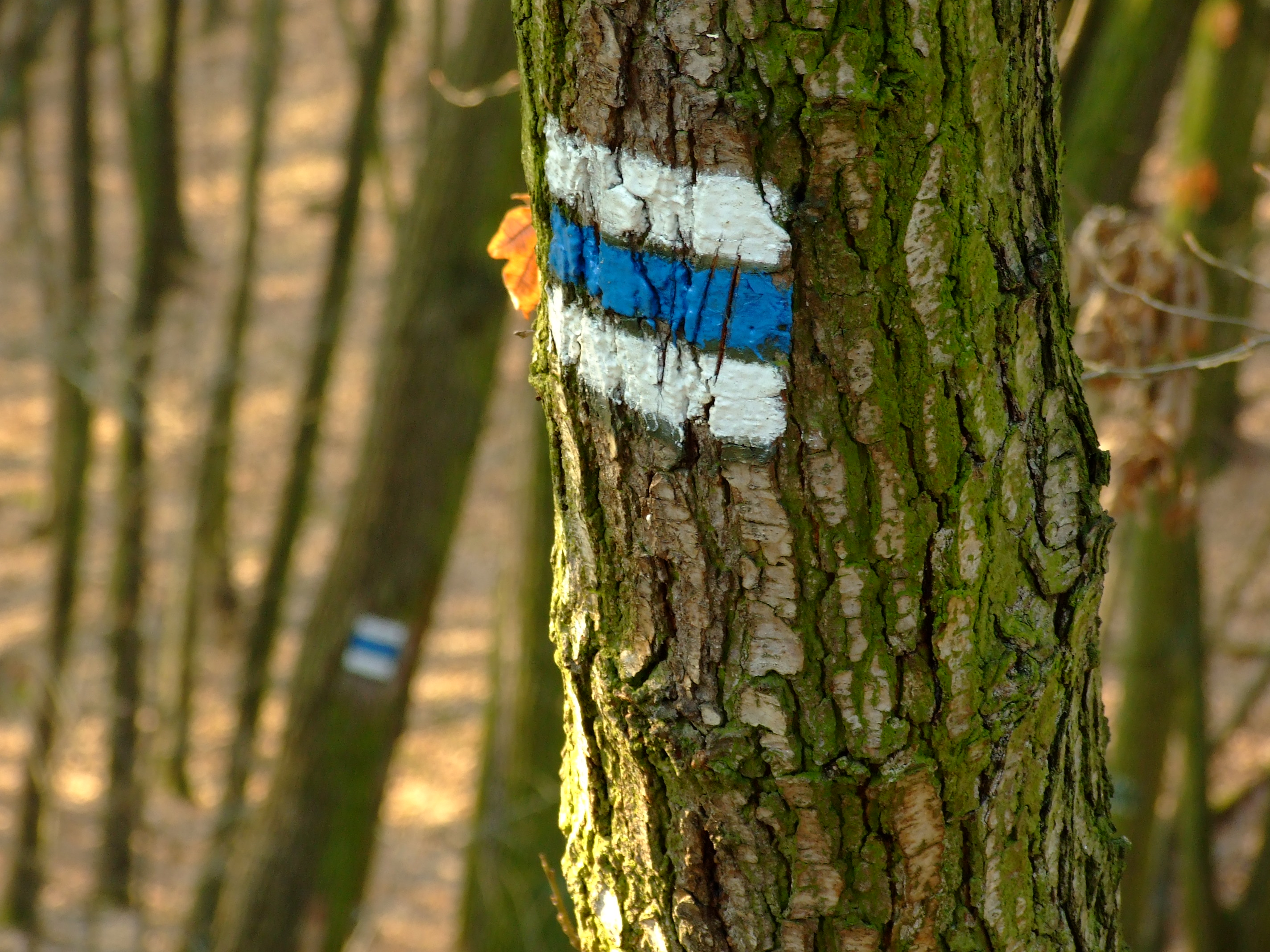
Центральна Богемія, Чехія
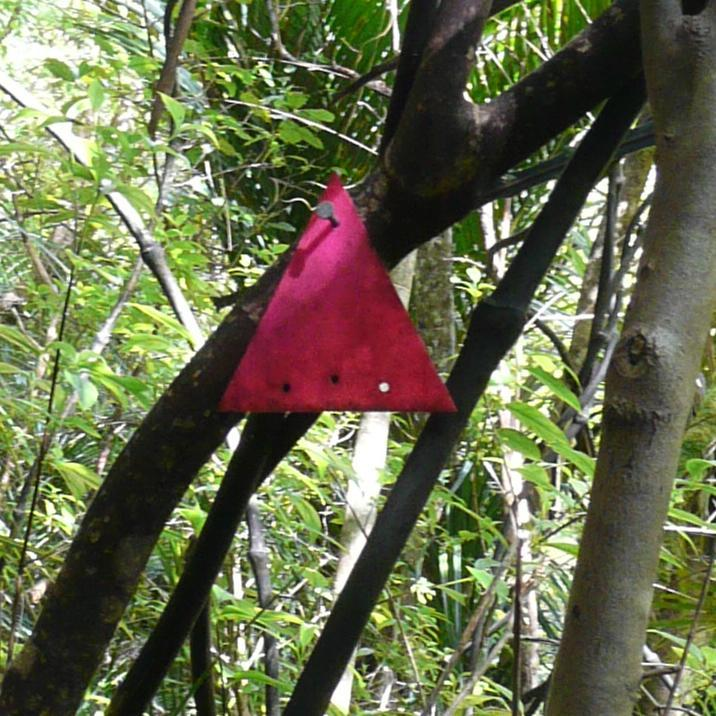
Waitakere Ranges, Нова Зеландія
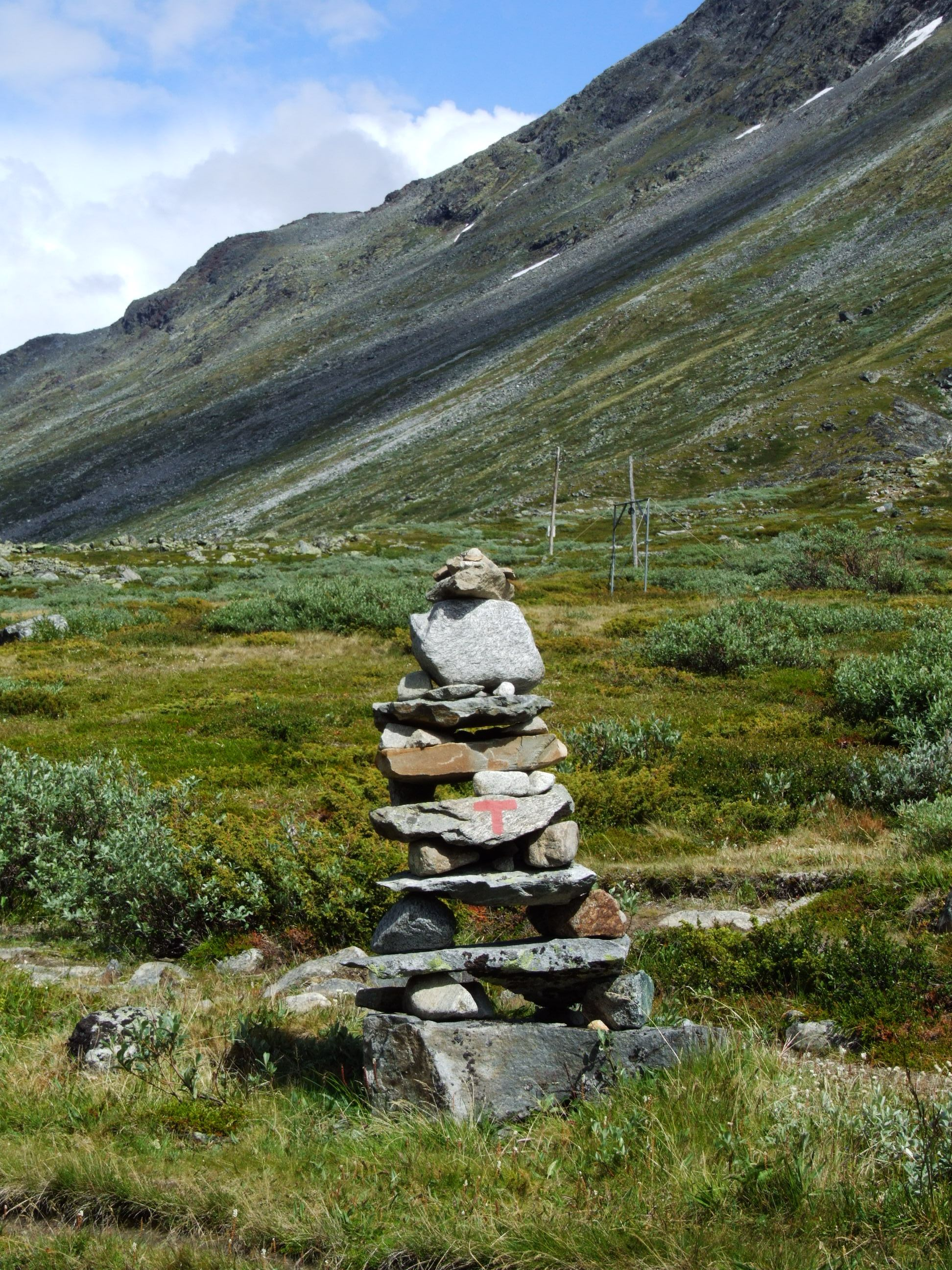
Йотунгейм, Норвегія
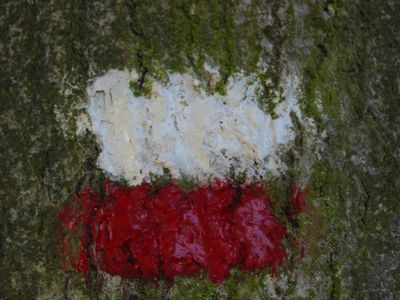
Червоно-білий маркер у Франції
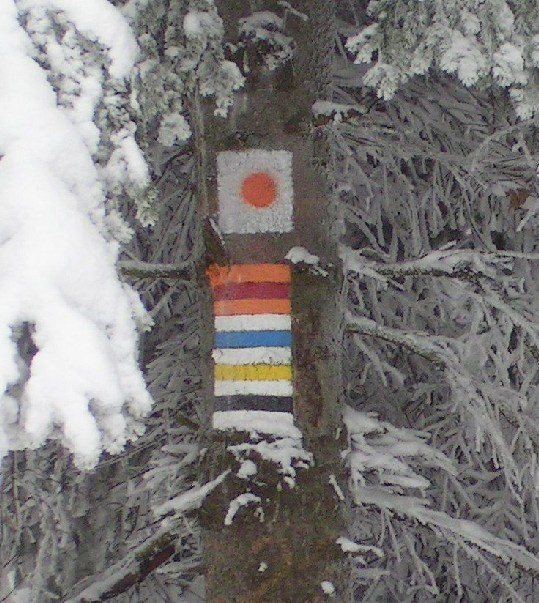
Зверху донизу: знаки для кінного, лижного, та трьох пішохідних. Судети, Польща
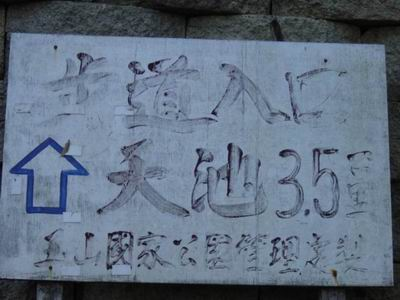
Вхід на стежку Тень-зі, Тайвань
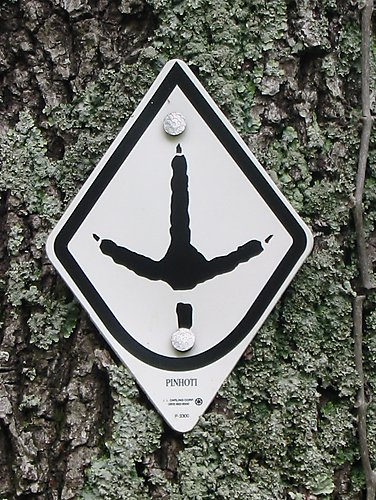
Pinhoti Trail, Аппалачі, США
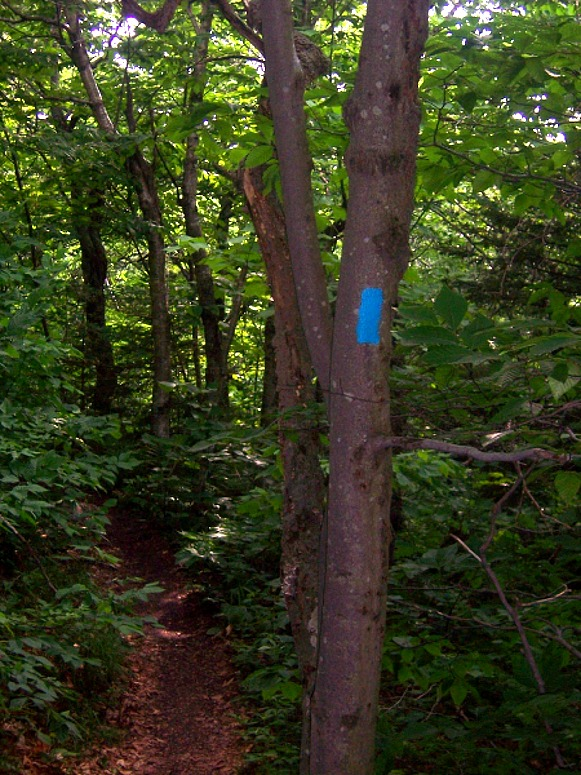
Mount Greylock (США)
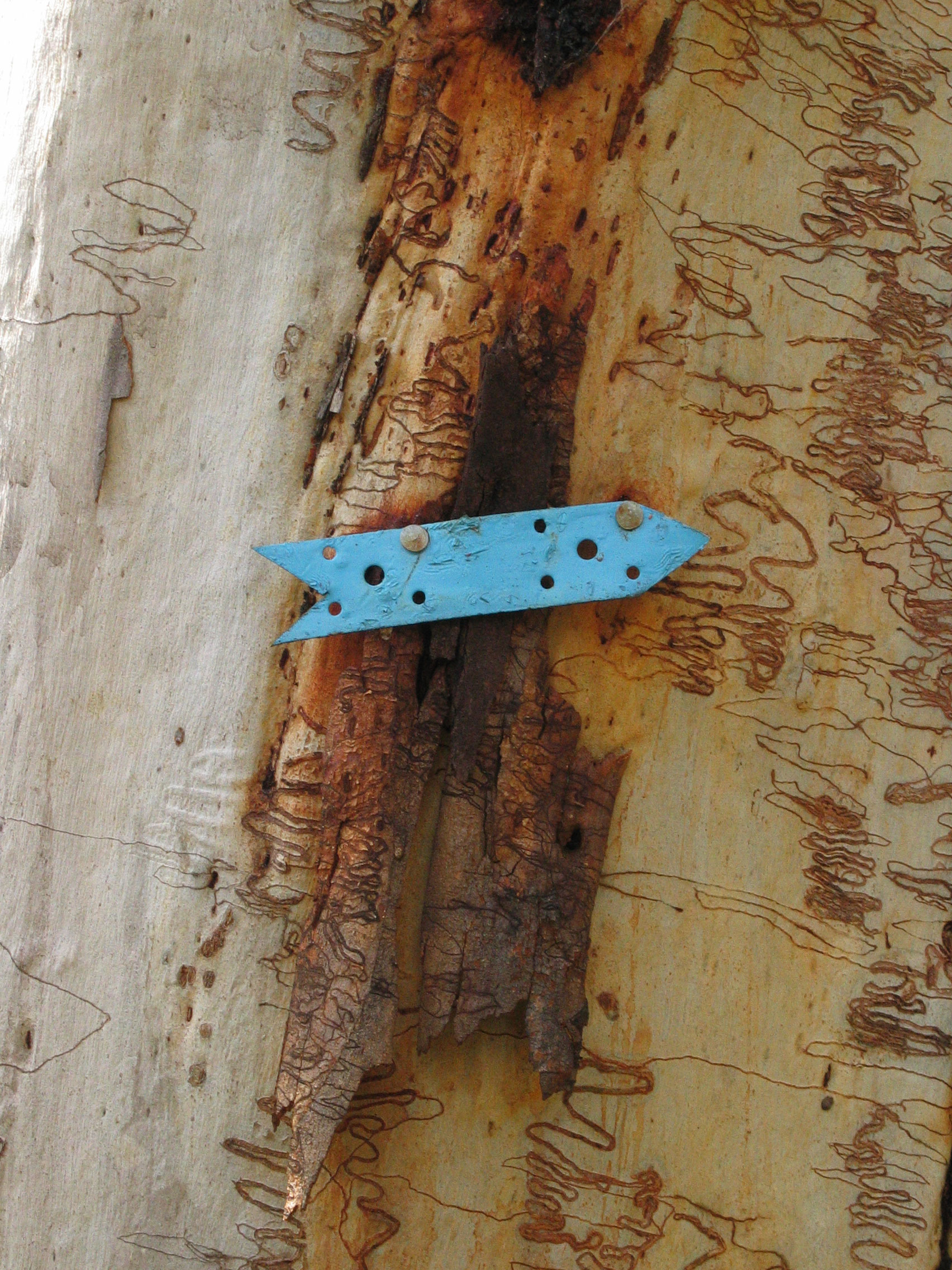
Стежка по Австралійському бушу, прибита на Eucalyptus sclerophylla
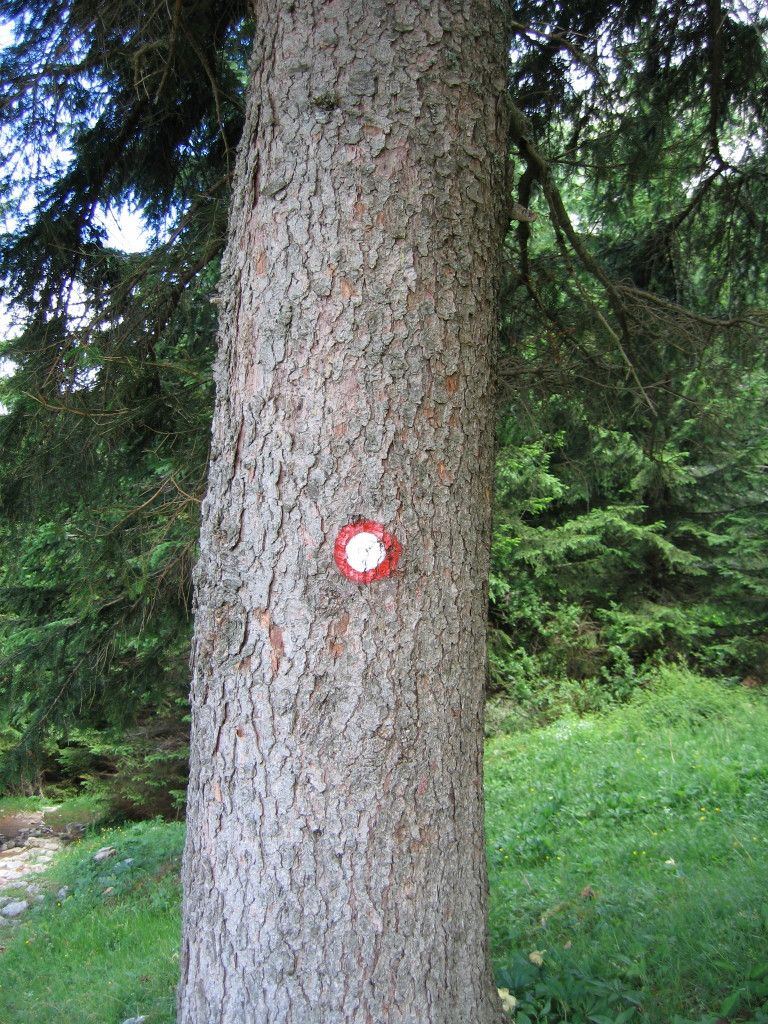
Маркер Knafelc, Словенія
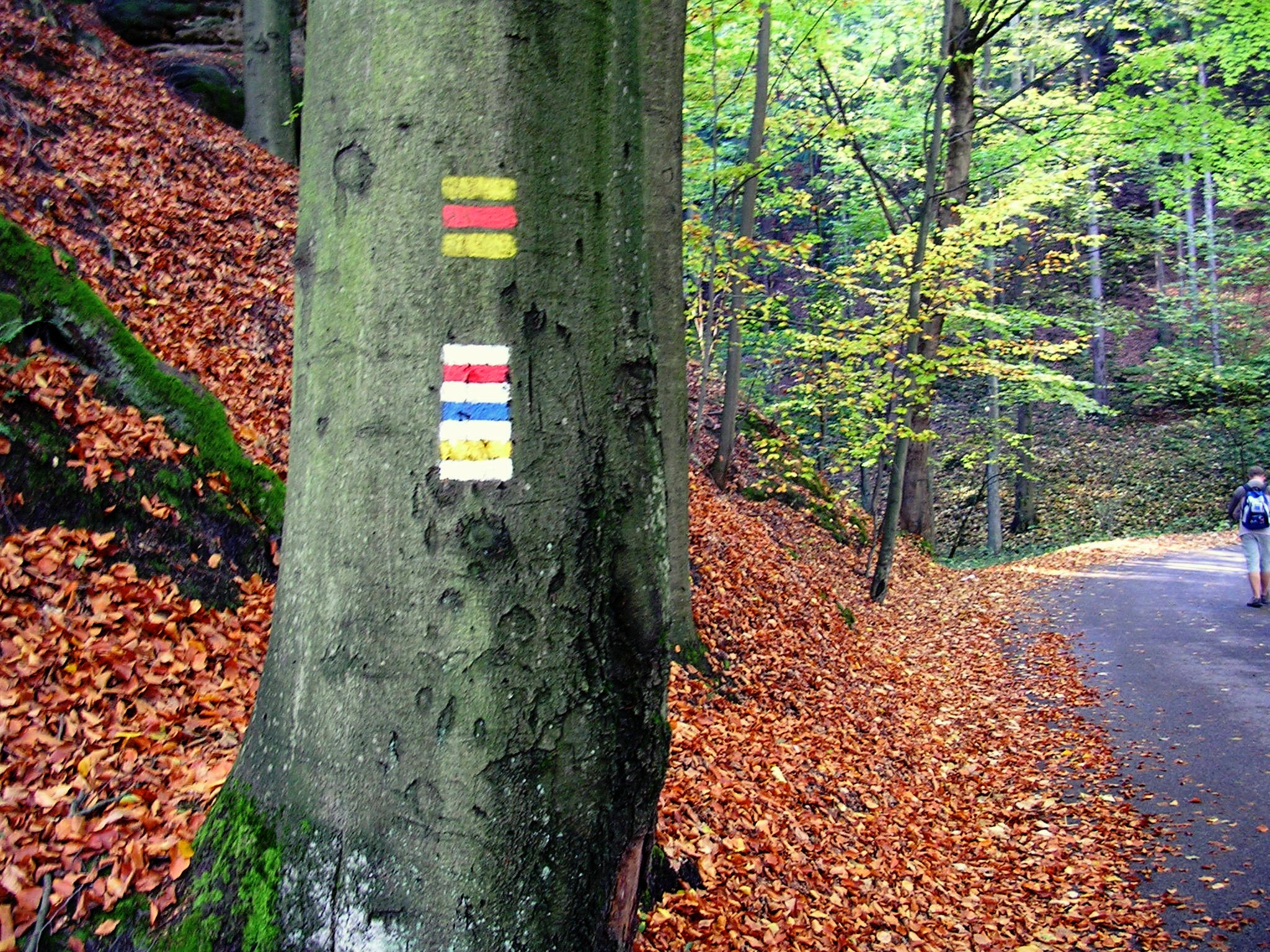
Верхній велосипедний + три пішохідки. Чехія
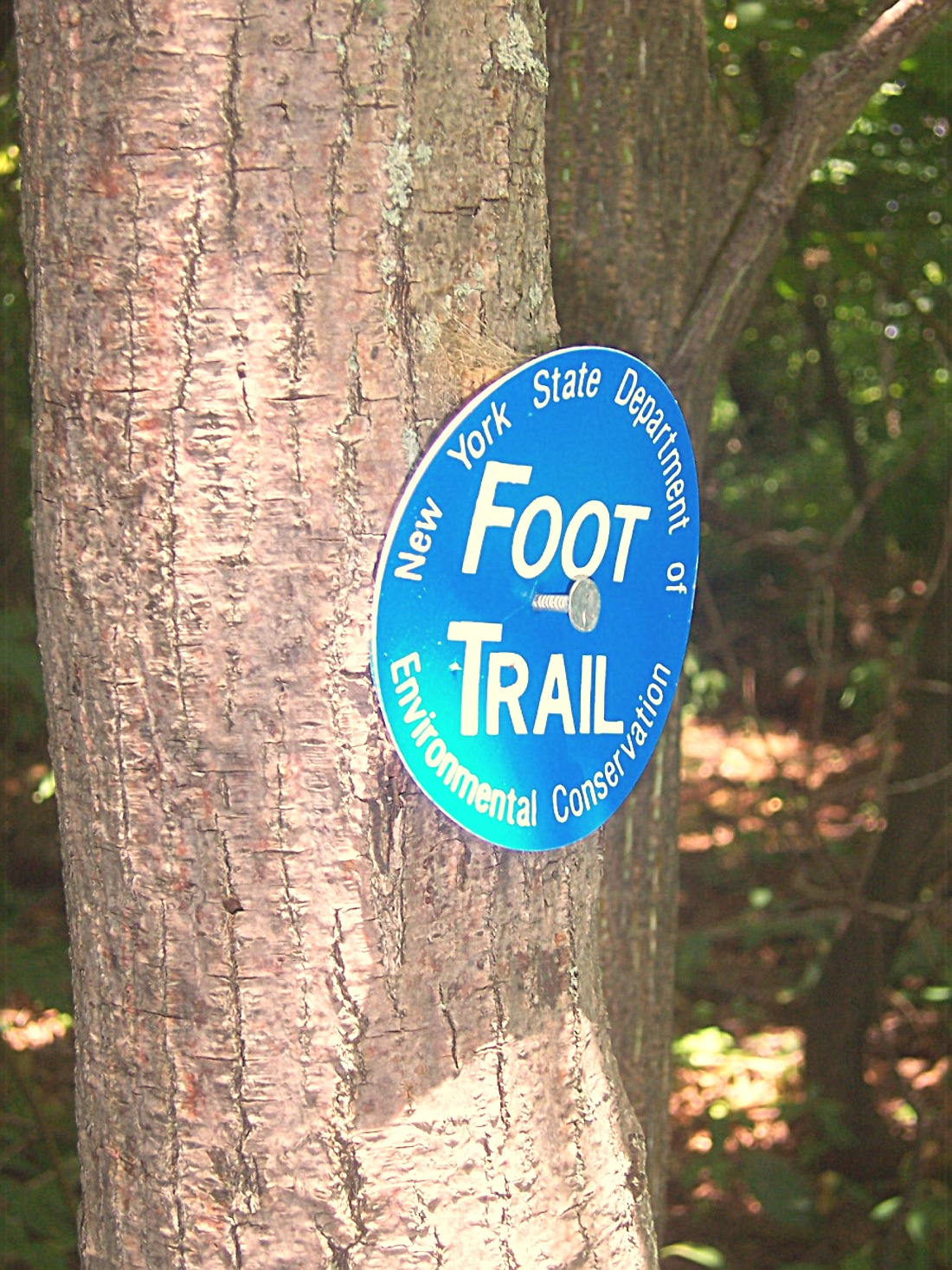
Офіційний NYSDEC маркер у Catskill Park. Забито не до кінця для росту дерева.
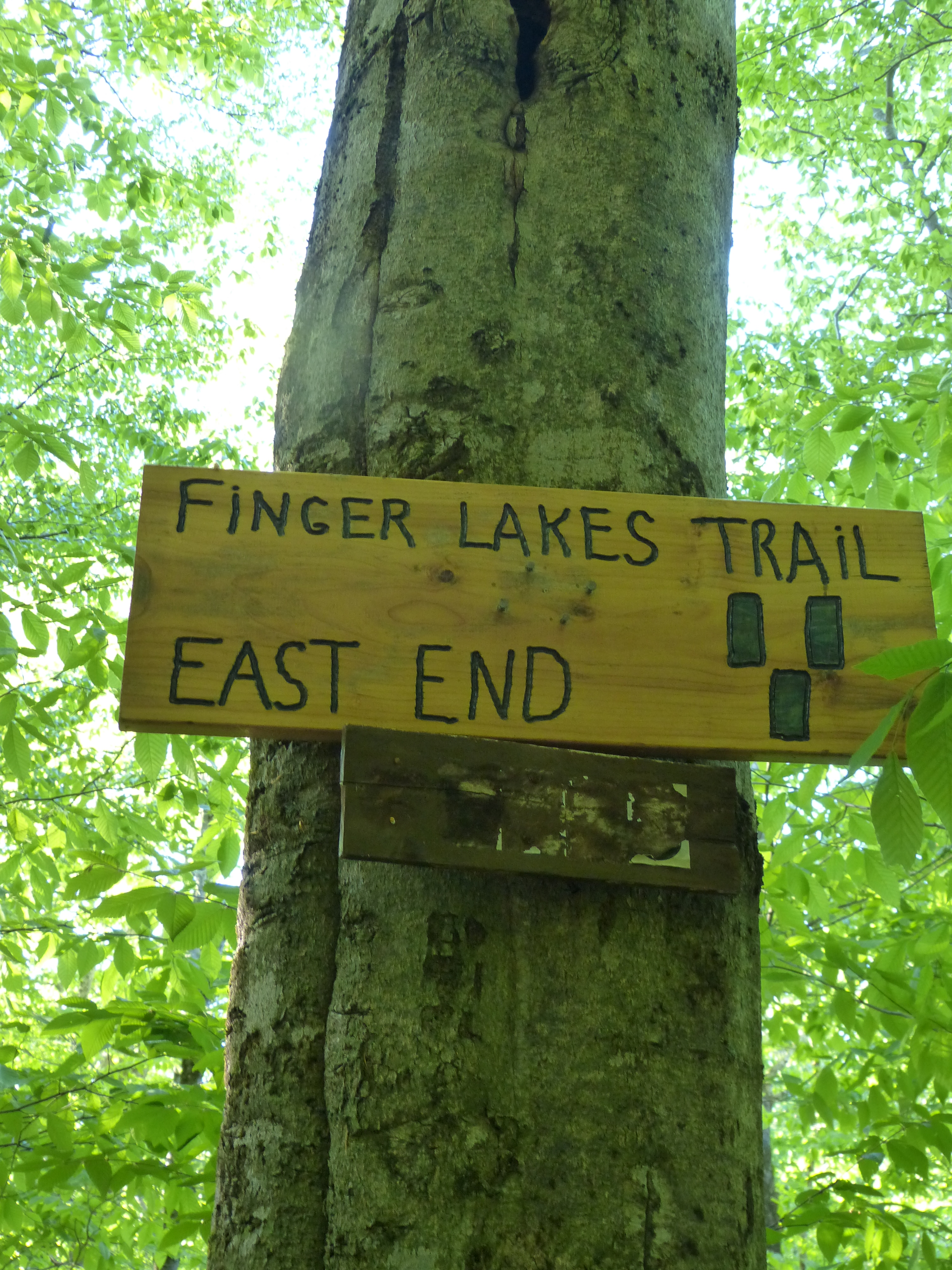
Catskill Park, New York
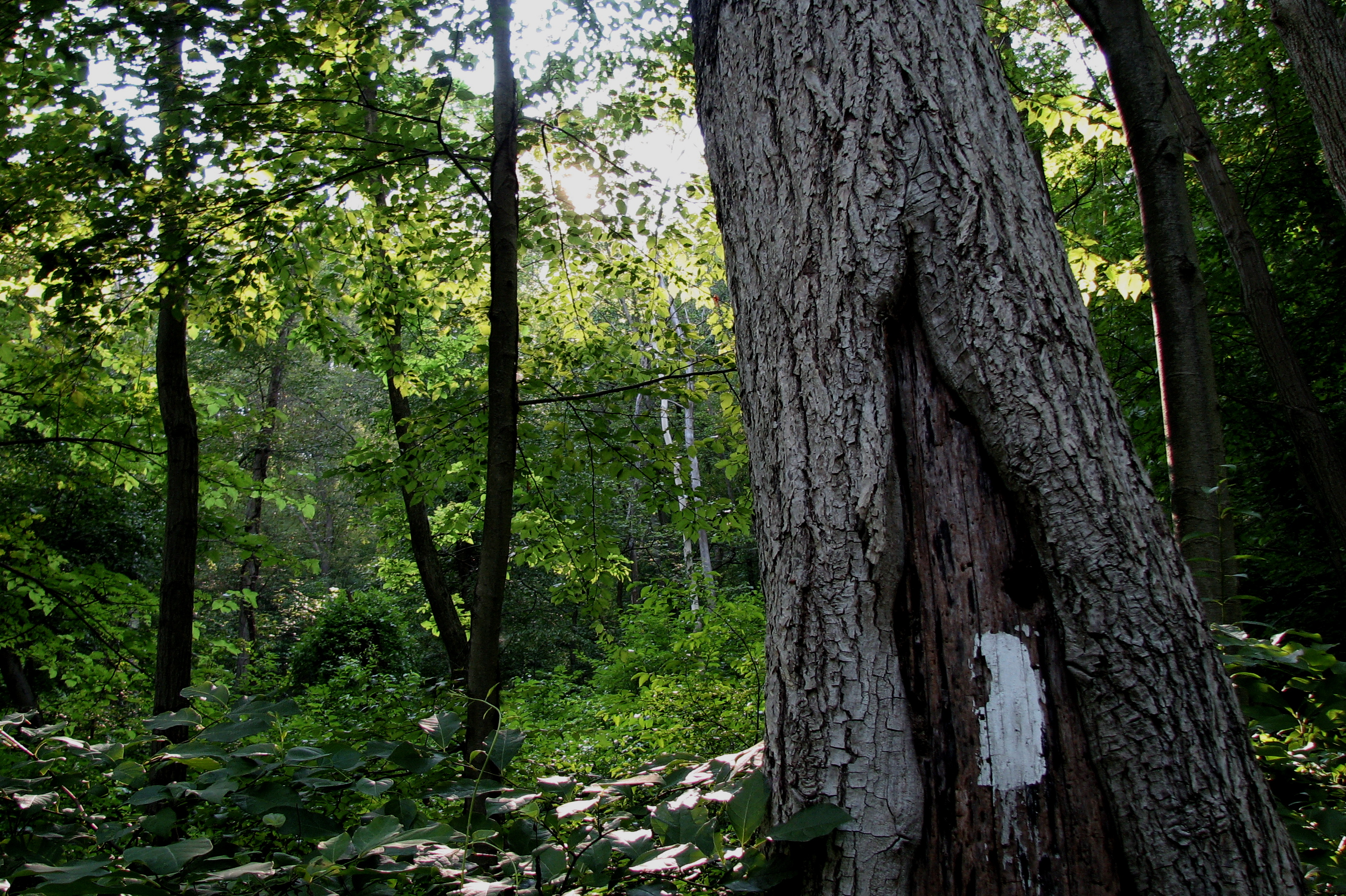
Типовий маркер Appalachian Trail
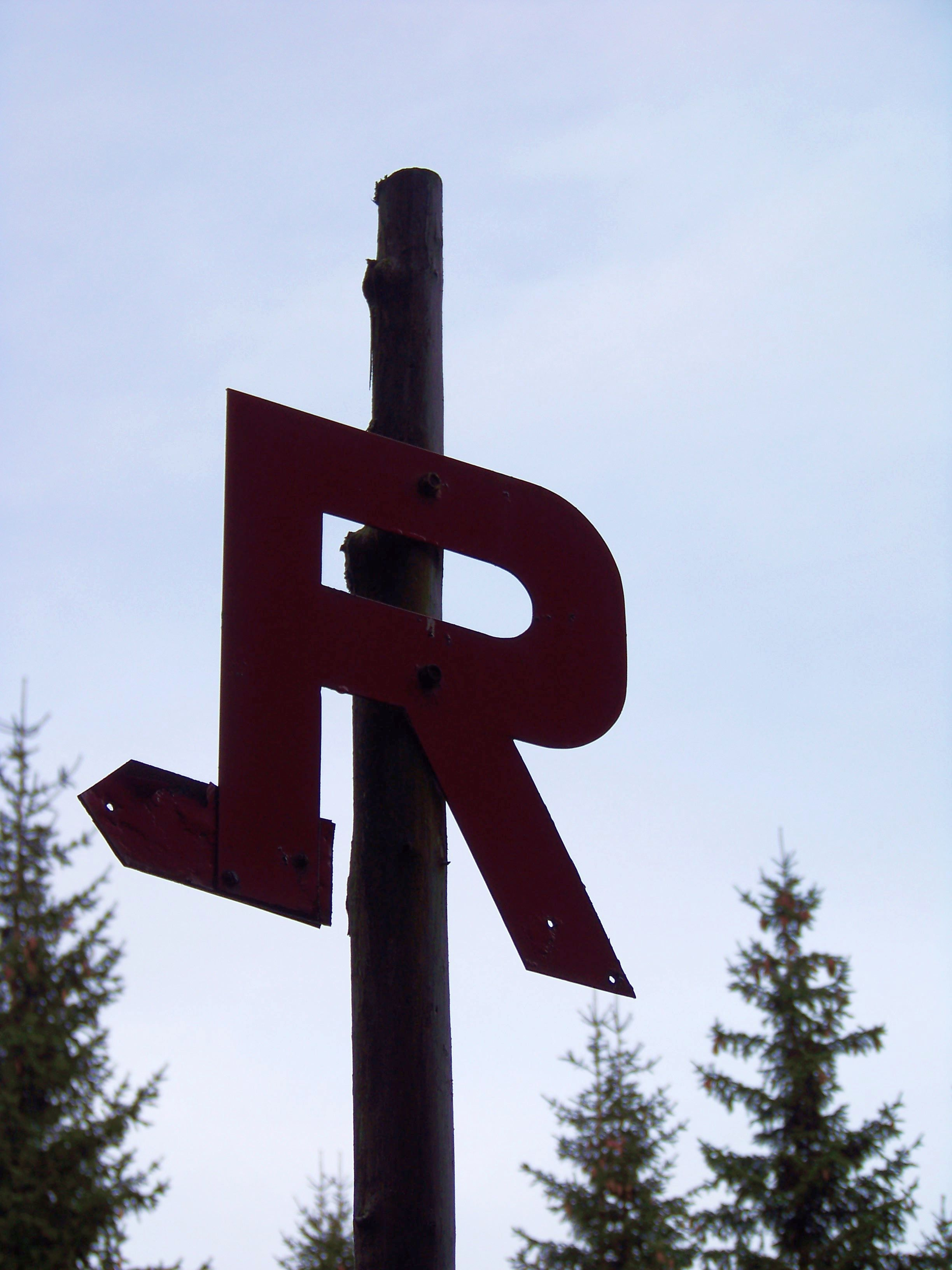
Німий маркер, Krkonoše
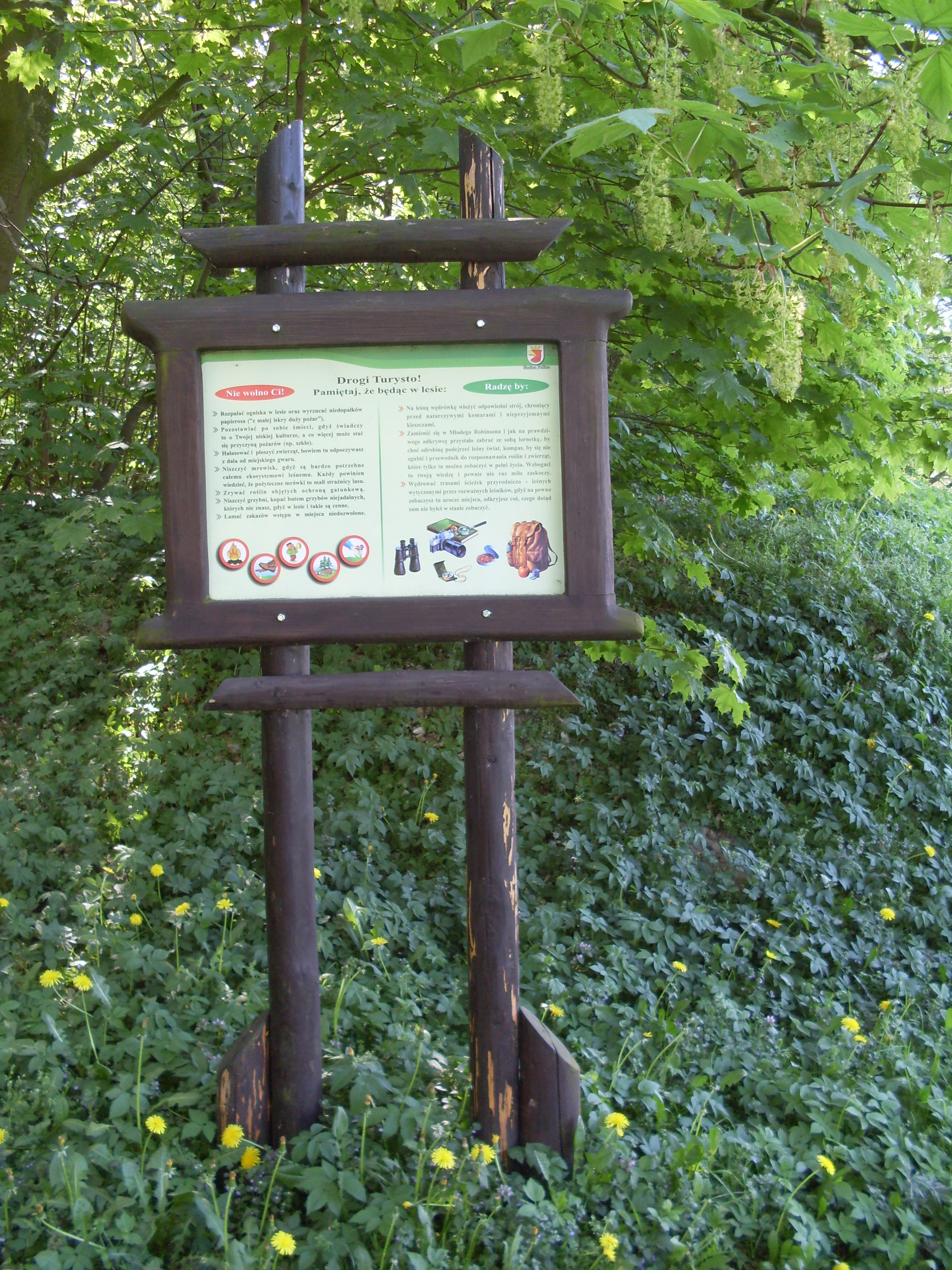
Приміський веломаршрут, Польща
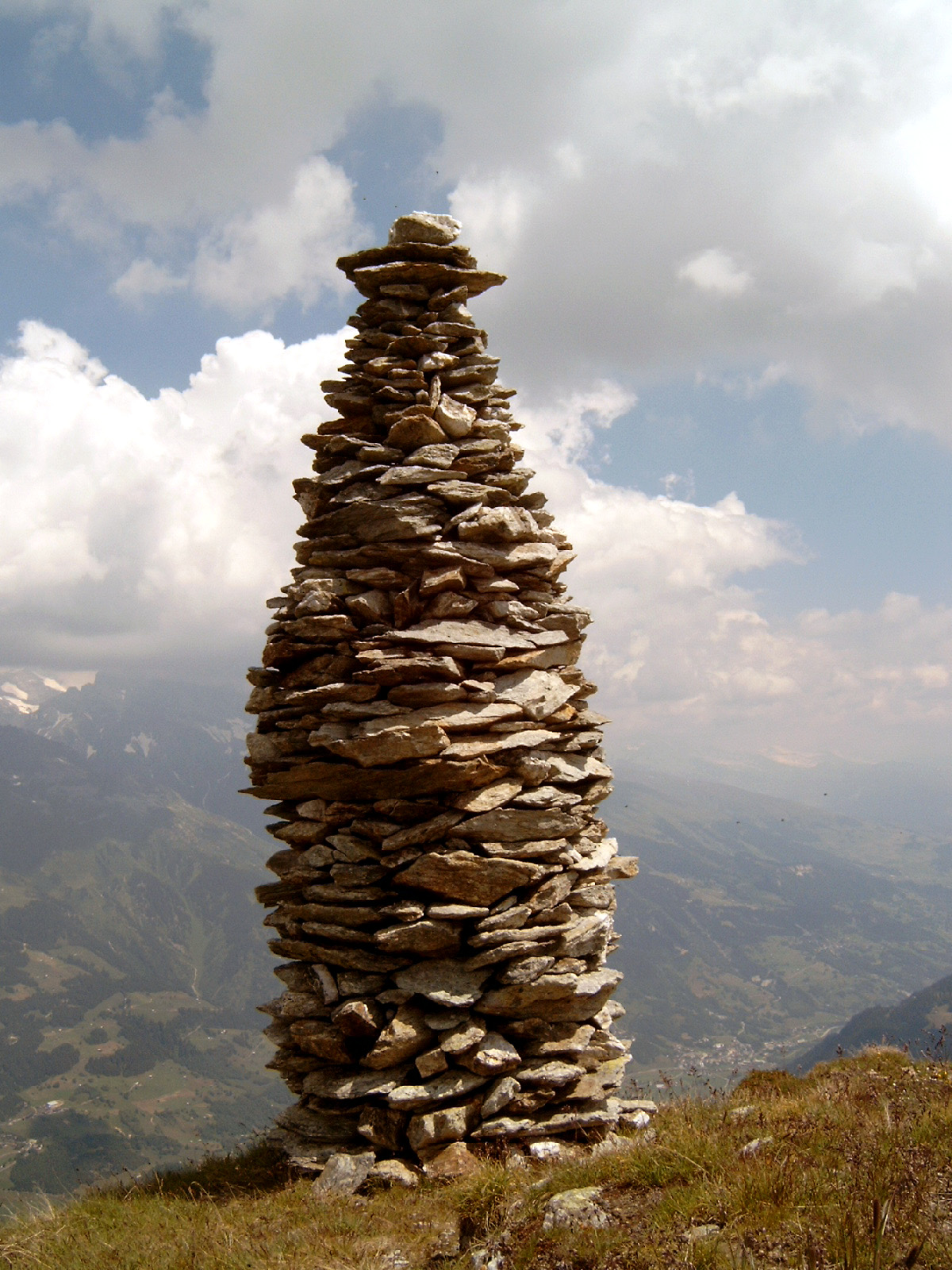
Кам'яна копиця, Graubuenden, Switzerland
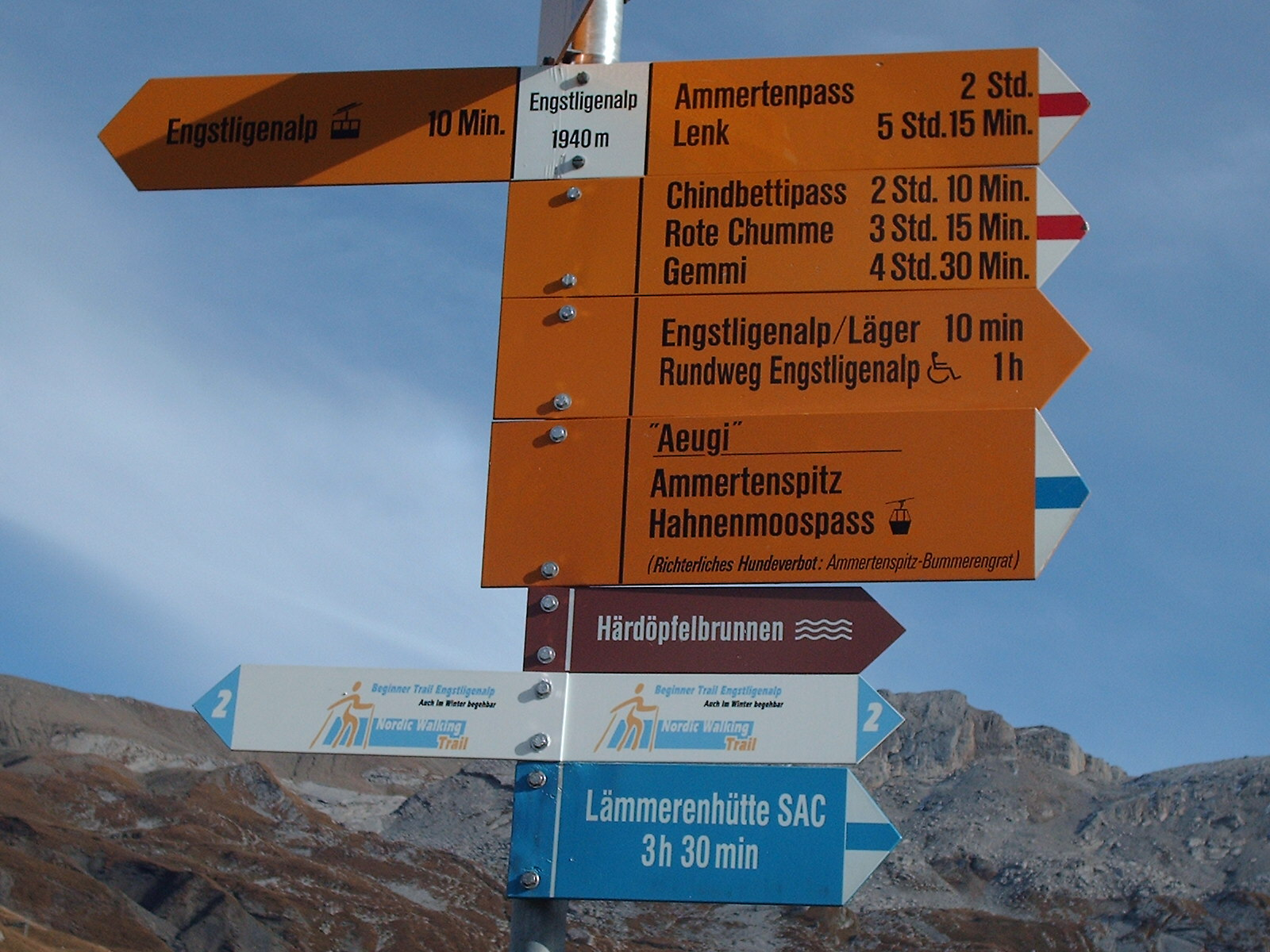
Дороговкази в Швейцарії (верхові/низові напрямки різним кольором). Alpine Route синім.
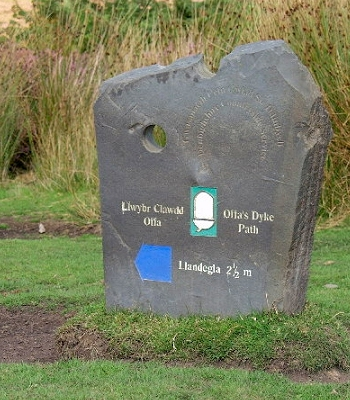
Стежка Offa's Dyke Path, Англо-уельський кордон
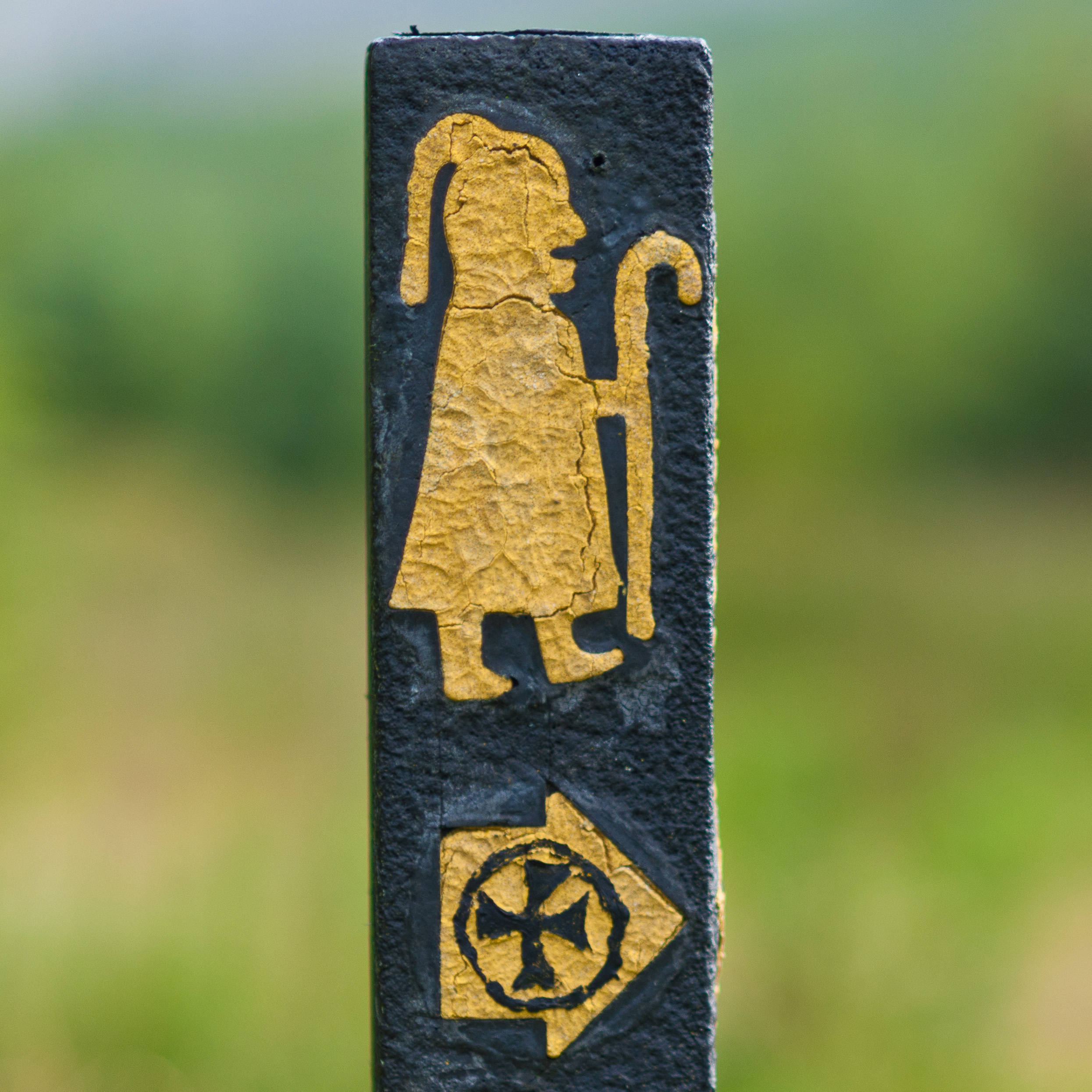
Стежка паломників, Ірландія
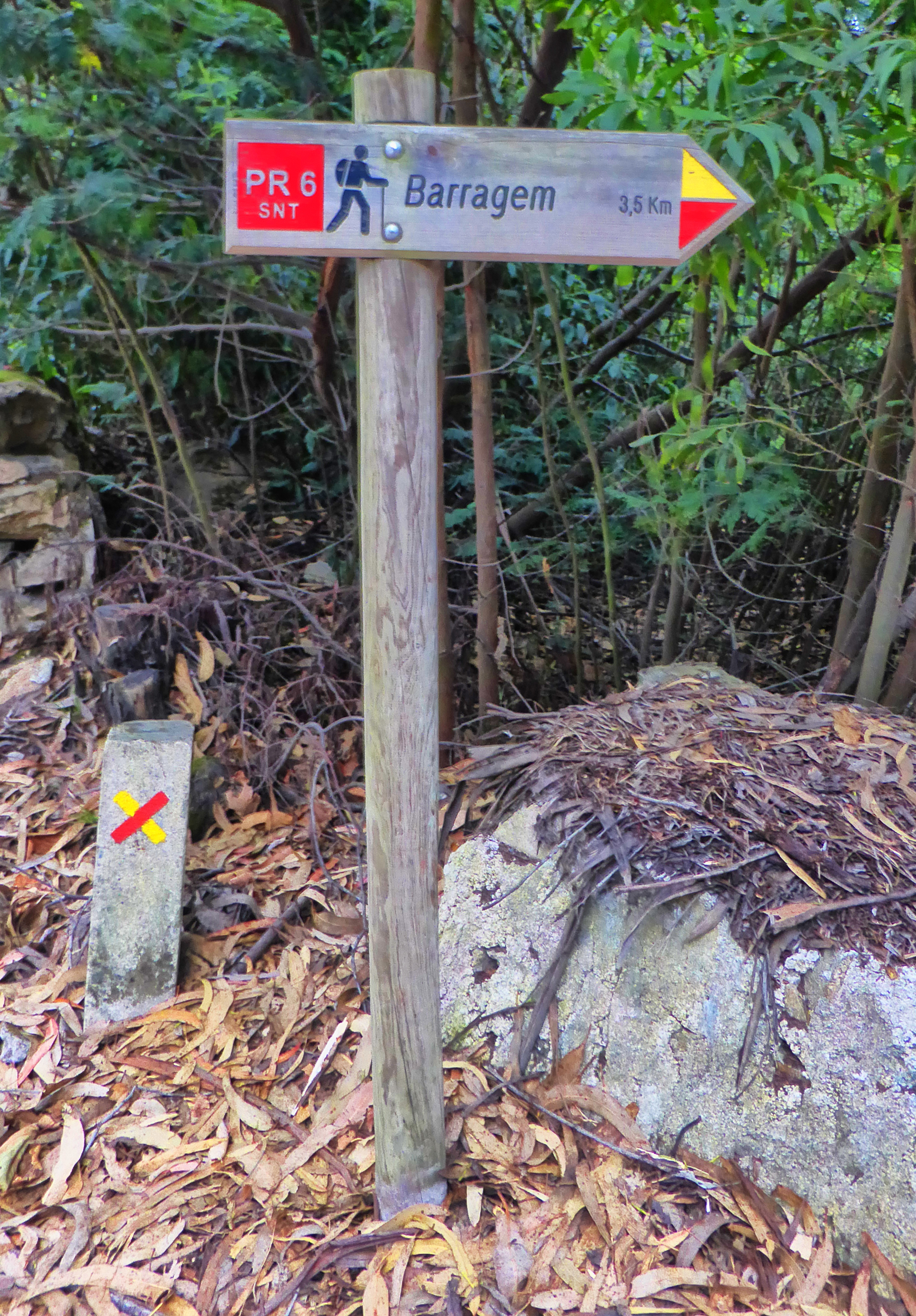
Португалія (НПП Sintra-Cascais). Вказує напрям, назву і наступну ключову точку. Малий знак вказує неправильний напрям.
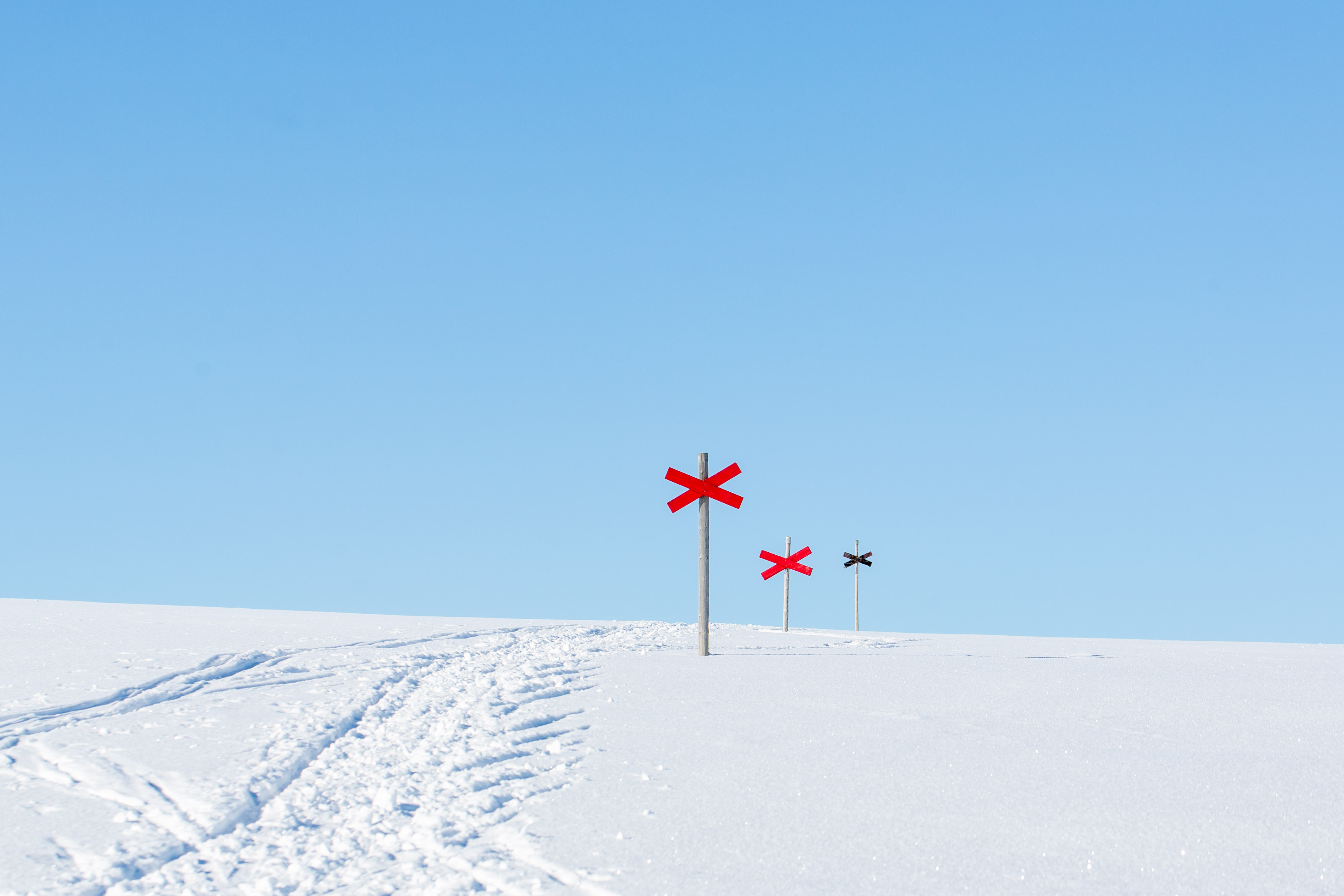
Червоні хрести по маршруту. Sylan, Sweden